# Pedro Sánchez
Pour les articles homonymes, voir Pedro Sánchez (homonymie), Sánchez et Castejón.
Sánchez  Pérez-Castejón est un nom espagnol. Le premier nom de famille, en général paternel, est Sánchez ; le second, en général maternel, souvent omis, est Pérez-Castejón.
Pedro Sánchez Pérez-Castejón (/ˈpeðɾo ˈsant͡ʃeθ ˈpeɾeθ kasteˈxon/), né le 29 février 1972 à Madrid, est un homme d'État espagnol, membre du Parti socialiste ouvrier espagnol (PSOE). Il est secrétaire général du PSOE depuis 2017 et président du gouvernement depuis 2018.
Après avoir été collaborateur du « numéro deux » du PSOE José Blanco puis conseiller municipal de Madrid, il siège au Congrès des députés entre 2009 et 2011 puis y revient en 2013, dans les deux cas à la faveur d'une démission.
En 2014, il est élu par les militants secrétaire général du PSOE à l'occasion d'un congrès extraordinaire. Il est ainsi chef de file aux élections générales de 2015 puis de 2016, qui se soldent par une absence de majorité. Se soumettant en mars 2016 à l'investiture du Congrès comme président du gouvernement après la conclusion d'un accord avec le parti Ciudadanos, il est le premier candidat rejeté par la chambre basse depuis l'entrée en vigueur de la Constitution. Il démissionne en octobre suivant de la direction du PSOE, après avoir été mis en minorité sur son refus de faciliter le maintien au pouvoir de Mariano Rajoy.
Il est réélu secrétaire général lors du congrès fédéral de 2017, défaisant la candidate de l'appareil et de la vieille garde, Susana Díaz. En 2018, il dépose et fait voter, pour la première fois depuis l'adoption de la Constitution, une motion de censure contre Mariano Rajoy. S'opposant à former une coalition avec Unidas Podemos à la suite des élections d'avril 2019, il échoue à obtenir l'investiture du Congrès. Il s'associe finalement avec Unidas Podemos après les élections de novembre suivant et forme ainsi le premier gouvernement de coalition en Espagne depuis la Seconde République, qui doit affronter la pandémie de Covid-19 dès ses premières semaines. Il est reconduit, à la tête d'une coalition avec Sumar, après les élections de 2023.

## Formation et premiers engagements (1972-2014)

### Jeunesse
Pedro Sánchez Pérez-Castejón naît à Madrid le 29 février 1972, dans le quartier de Tetuán. Il est le fils de Pedro Sánchez et Magdalena Pérez-Castejón,.
Il accomplit ses études secondaires au lycée Ramiro de Maeztu à Madrid. À cette période, il commence à jouer au basket-ball au sein du club Estudiantes Madrid. Il y reste après la fin de sa scolarité et abandonne son équipe à l'âge de 21 ans.

### Économiste
En 1993, alors qu'il étudie en licence de sciences économiques et de l'entreprise à l'université complutense de Madrid, Pedro Sánchez adhère au Parti socialiste ouvrier espagnol (PSOE) et aux Jeunesses socialistes d'Espagne (JSE). Toujours résident de Tetuán, il y fonde la section des JSE et en devient le secrétaire général. Il obtient son diplôme deux ans plus tard et accomplit son service militaire obligatoire.
Il obtient son premier emploi dans une société de conseil fiscal, où il gagne 40 000 pesetas non déclarés. Faute de réelles opportunités professionnelles, il rejoint alors New York, où il travaille comme consultant. Il fait en 1996 la rencontre de Carlos Westendorp, ambassadeur espagnol aux Nations unies et ancien ministre des Affaires étrangères. Il quitte les États-Unis en 1997 et s'inscrit à l'université libre de Bruxelles (ULB) pour suivre un master de politique économique de l'Union européenne (UE).
Il devient en 1998 collaborateur de la députée européenne Bárbara Dührkop. Recommandé par l'ancien président du Parlement européen Enrique Barón, il vient renforcer l'équipe de Dührkop en prévision du débat budgétaire. Il fait notamment la connaissance d'Óscar López.
Il est ensuite nommé chef de cabinet de Westendorp, qui occupe désormais le poste de Haut représentant international en Bosnie-Herzégovine. Sa maîtrise de la langue anglaise est alors remarquée, puisqu'il parle avec un niveau quasi bilingue et que seul Westendorp s'exprime mieux que lui.

### Proche de José Blanco

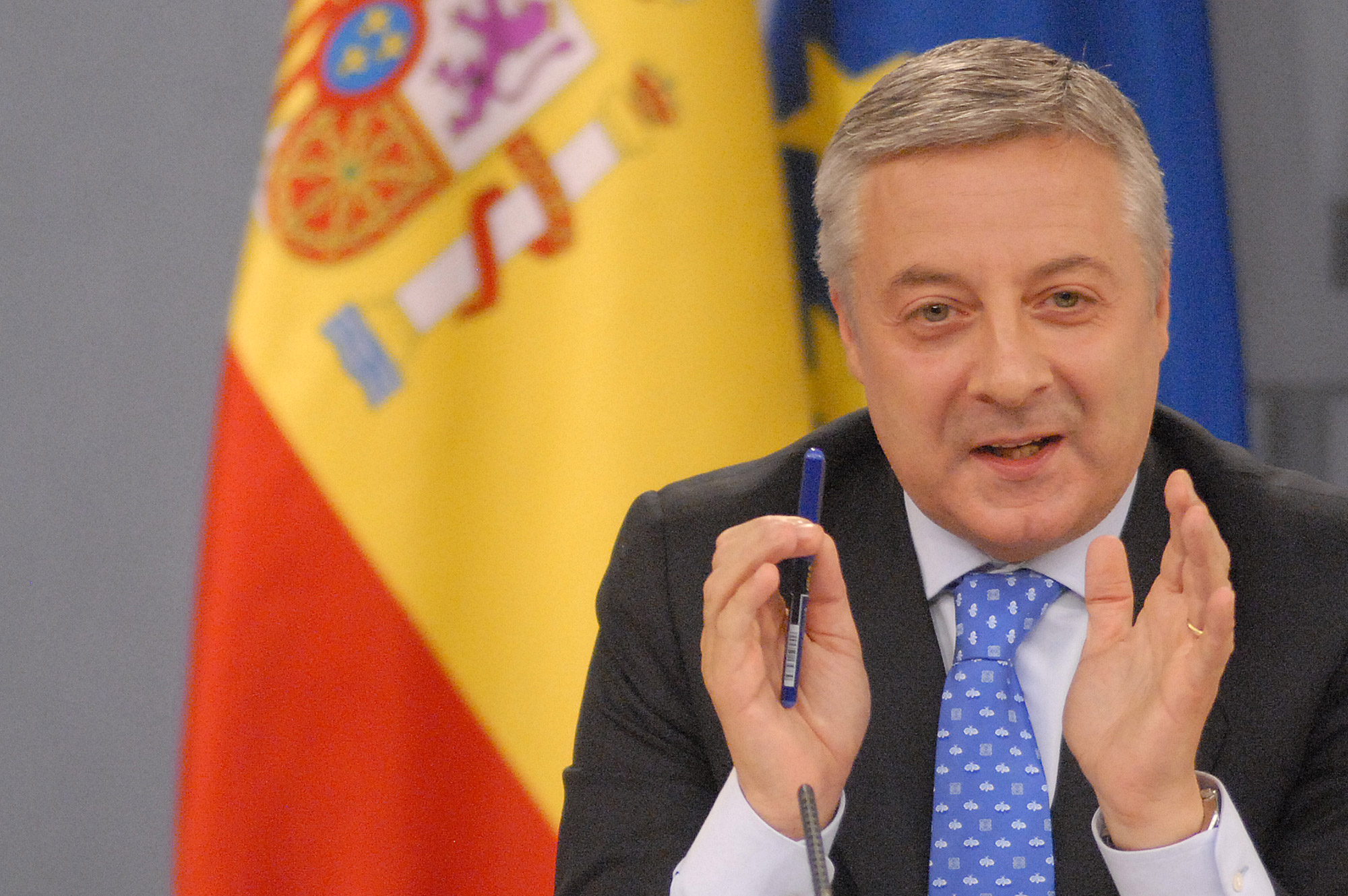
Pedro Sánchez intègre, grâce à José Blanco, l'équipe des collaborateurs de la direction du PSOE.

Pedro Sánchez participe en tant que délégué au XXXVe congrès fédéral du PSOE en 2000, qui voit le rénovateur José Luis Rodríguez Zapatero élu secrétaire général.
Il devient ensuite conseiller auprès du département de l'Économie, dirigé par Jordi Sevilla. Il arrive à ce poste grâce au nouveau secrétaire à l'Organisation José Blanco, dont il est un proche avec Óscar López et Antonio Hernando. Chaque membre de ce trio reçoit un surnom, et Sánchez hérite du sobriquet de « Le beau » (en espagnol : El Guapo).
Il entreprend un nouveau cursus universitaire en 2001, en s'inscrivant au master d'intégration économique et monétaire européenne au sein de l'Institut universitaire Ortega y Gasset (IUIOG).

### Premier mandat électif à Madrid
Aux élections municipales du 25 mai 2003 à Madrid, Pedro Sánchez est intégré en 23e position à la liste que mène Trinidad Jiménez, malgré les consignes du département de l'Organisation du parti qui souhaitait le voir plus haut. Celle-ci n'emporte que 21 élus, mais en mai 2004 il fait finalement son entrée au conseil municipal à la faveur de deux démissions. Il devient ensuite un proche de Jiménez.
Il participe par la suite au groupe « Économistes 2004 » (Economistas 2004), un rassemblement d'économistes socialistes ou sympathisants qui inspire le programme économique de Zapatero en lieu et place de Jordi Sevilla. En faisaient notamment partie Miguel Sebastián, David Taguas et Javier Vallés, futurs directeurs du bureau économique du président du gouvernement (OEPG), Soledad Núñez, future directrice générale du Trésor, David Vegara, futur secrétaire d'État à l'Économie, et Inmaculada Rodríguez-Piñero, future secrétaire à la Politique économique du PSOE. Sánchez choisit alors de se rapprocher de Sebastián, plutôt qu'intégrer le groupe des proches du ministre de l'Économie Pedro Solbes. À cette occasion, il rencontre Carlos Ocaña, qui sera directeur de cabinet de Miguel Sebastián au ministère de l'Industrie et coauteur avec Sánchez en 2013 d'un livre tiré de la thèse de ce dernier.
Entre 2004 et 2005, il suit les enseignements du programme de direction dans la gestion publique de l'Institut d'études supérieures de commerce (IESE),.
À la demande de Blanco, il rejoint en 2005 le siège du Parti des socialistes de Galice-PSOE (PSdeG-PSOE) à Saint-Jacques-de-Compostelle pour travailler avec Óscar López et Antonio Hernando sur la campagne des élections régionales. Les résultats du scrutin permettront au socialiste Emilio Pérez Touriño de s'imposer, et Sánchez participera par la suite à plusieurs rencontres entre le secrétaire à l'Organisation du PSOE et le président de la Junte de Galice. Il est nommé la même année coordonnateur fédéral de l'organisation sectorielle du PSOE pour les entrepreneurs, l'économie sociale et solidaire, et les travailleurs indépendants.

### Élection au Congrès des députés
Pedro Sánchez est réélu conseiller municipal d'opposition dans la capitale en mai 2007 et devient quatre mois plus tard porte-parole du groupe socialiste à la commission de l'Urbanisme et du Logement du conseil municipal. Il figure sur la liste du PSOE pour les élections législatives du 12 mars 2008 en 21e position dans la circonscription de Madrid mais les socialistes n'emportent toutefois que 15 sièges. Il prend alors un poste de professeur de structure économique et histoire de la pensée économique à l'université privée Camilo José Cela, à Madrid.
Il entre finalement au Congrès des députés le 15 septembre 2009, à la suite de la démission de l'ancien ministre Pedro Solbes. Le siège revenait initialement à Verónica Díaz Moreno, mais celle-ci y avait renoncé. Il démissionne dix jours plus tard du conseil municipal. Il est désigné porte-parole adjoint des députés socialistes à la commission parlementaire de la Politique territoriale. En août 2010, il intègre la plateforme de soutien à Trinidad Jiménez — finalement battue par Tomás Gómez — lors de la primaire du Parti socialiste de Madrid-PSOE (PSM-PSOE).
Il se fait en octobre suivant le défenseur des mesures d'austérité proposées par le gouvernement de José Luis Rodríguez Zapatero. Il déclare ainsi devant la commission du Budget que le projet de loi de finances — qui diminuait les traitements publics de 5 %, gelait les pensions de retraite et augmentait la TVA — est « austère, crédible et cohérent » et « inscrit dans les décisions de l'Union européenne ». Selon lui, ce projet remplit « cette exigence d'austérité nécessaire pour réduire le déficit public, retrouver la trajectoire de stabilité budgétaire et atteindre en 2011 un déficit de 6 % du PIB ». Le mois qui suit, il déclare que « il y a plusieurs chemins qui mènent à Rome. Les défenseurs de David Cameron pensent qu'il est bien meilleur de diminuer la dépense publique en licenciant 500 000 fonctionnaires, alors que le gouvernement socialiste de Zapatero essaie d'ajuster — dans un exercice de responsabilité — les traitements de la fonction publique pour ne pas prendre cette décision bien plus facile ». En décembre, les journalistes de la presse parlementaire lui décernent le titre de « député révélation ».

### Ascension au sein du Parti socialiste

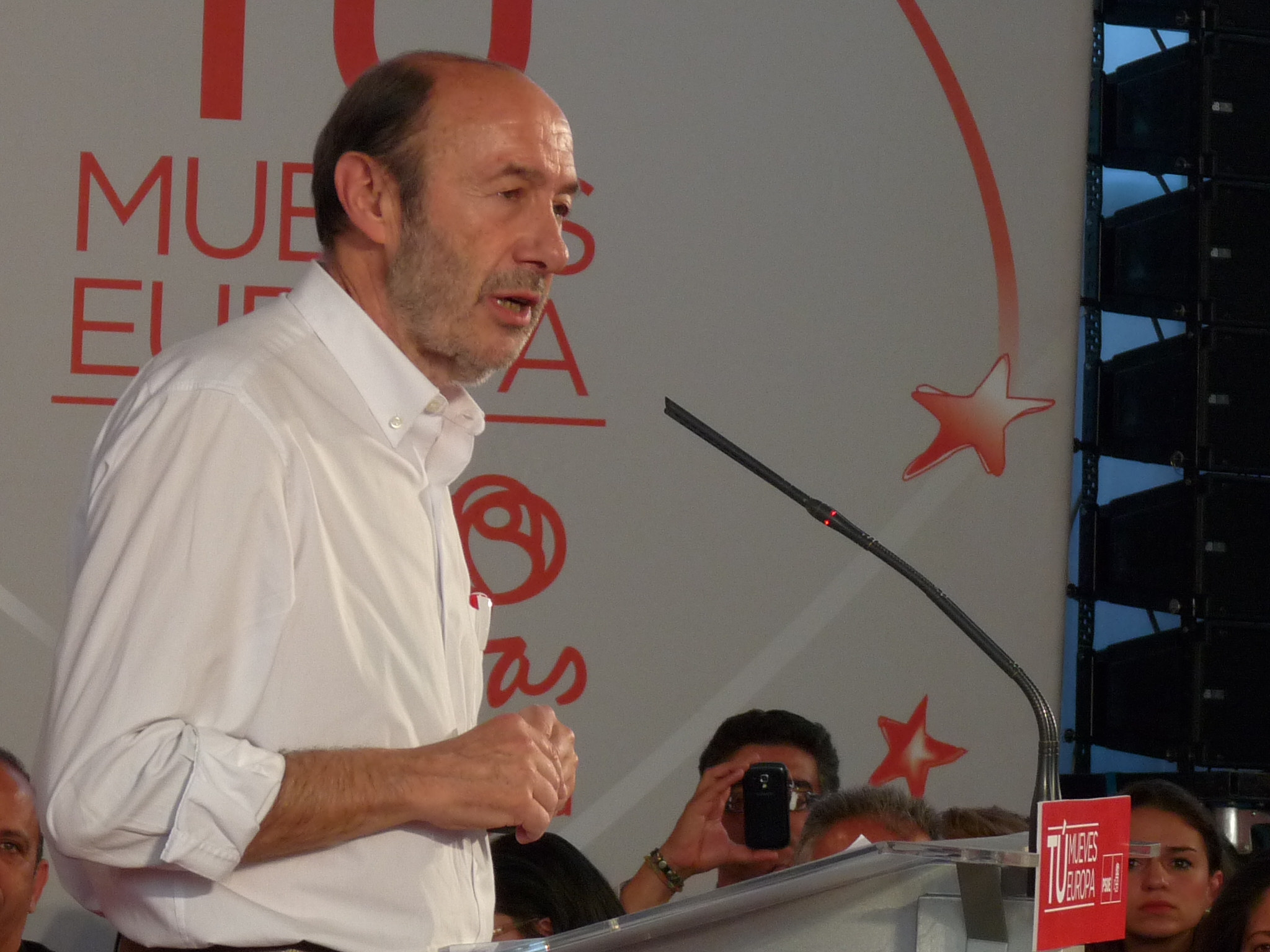
L'intervention d'Alfredo Pérez Rubalcaba remonte Sánchez en 11e position sur la liste à Madrid pour les élections législatives de 2011, insuffisante pour sa réélection.

Pedro Sánchez participe à partir de décembre 2010 au comité électoral du Parti socialiste pour les élections municipales et dans les communautés autonomes de mai 2011, aux côtés de José Blanco, Antonio Hernando, Gaspar Zarrías, Pilar Alegría, Elena Valenciano et María González Veracruz, en tant que coordonnateur adjoint,. Au mois de juin, il intègre le comité de campagne socialiste pour les élections générales anticipées du 20 novembre, où il est chargé de la programmation.
Lors de l'élaboration de la liste de la circonscription de Madrid, le chef de file Alfredo Pérez Rubalcaba et Blanco sont contraints d'intervenir directement afin de lui assurer la place la plus élevée possible, mais la présence de poids lourds comme la coordonnatrice de campagne Elena Valenciano, son adjoint Antonio Hernando, le directeur de cabinet de Zapatero José Enrique Serrano le placent finalement en 11e position, initialement occupée par le syndicaliste Juan Antonio Barrios, qui décide de retirer sa candidature,.
Au cours du scrutin, seuls les dix premiers candidats sont élus. Il devient alors travailleur indépendant auprès d'une société de conseil tout en poursuivant ses activités d'enseignement à l'université. Devenu docteur de sciences économiques et de l'entreprise en 2012, il revient au Congrès en janvier 2013, en remplacement de Cristina Narbona.

## Premier mandat de secrétaire général du PSOE (2014-2016)

### Émergence

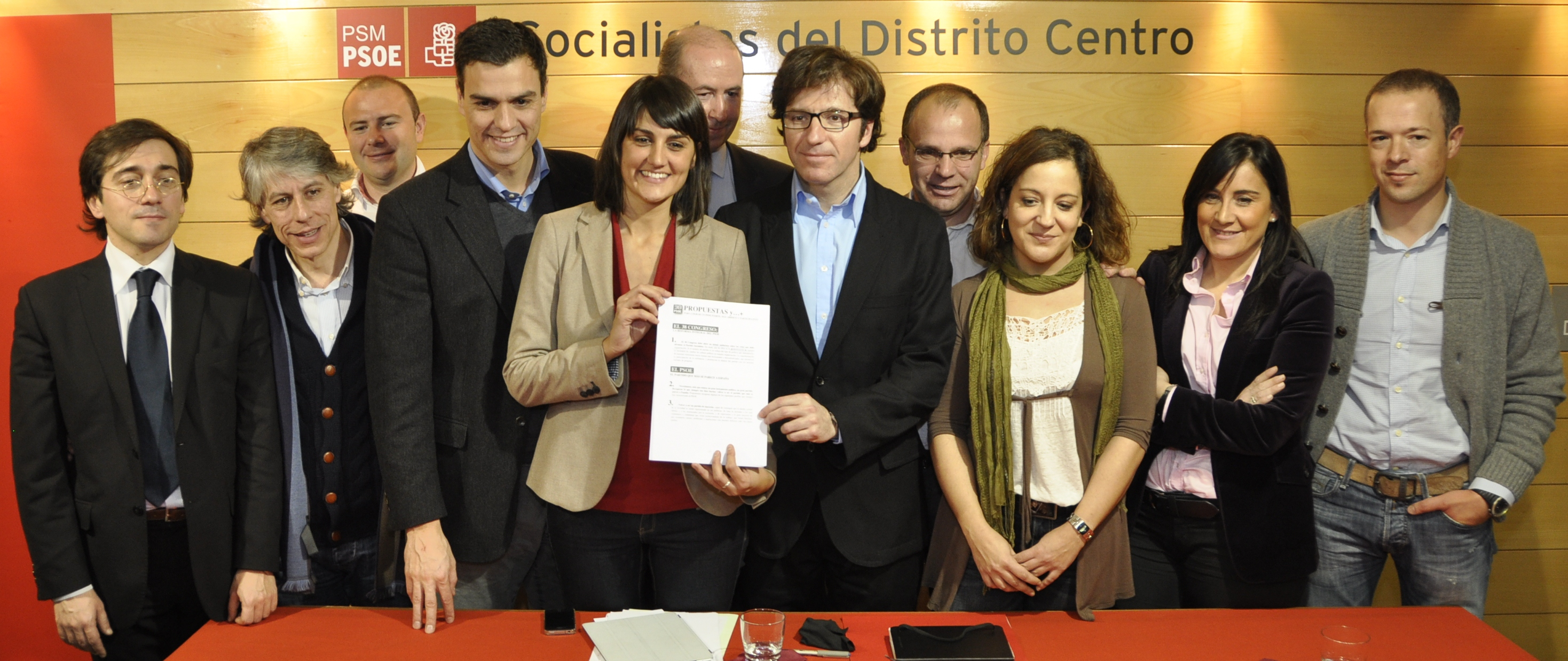
Sánchez, aux côtés de María González Veracruz, Juan Moscoso del Prado et Ander Gil, présentant la candidature de Rubalcaba au socialiste en janvier 2012.

Pour la conférence politique promue par le secrétaire général du PSOE Alfredo Pérez Rubalcaba en novembre 2013, Pedro Sánchez est responsable du contenu et des amendements, partageant avec María González Veracruz le rôle de coordonnateur. Du fait de ses responsabilités, il parcourt les sections socialistes dans tout le pays pour organiser le travail d'amendement, jetant les bases de son réseau de contacts. Une partie des cadres dirigeants voit alors en lui la figure montante de la nouvelle génération, le jugeant mieux préparé qu'Eduardo Madina du fait de son parcours professionnel. Il présente en décembre 2013 son livre La nouvelle diplomatie économique à Madrid. Le livre est introduit par l'ancien ministre de la Présidence Ramón Jáuregui, et Trinidad Jiménez. Assistent à ce moment José Blanco, l'ex-secrétaire d'État à l'Union européenne Diego López Garrido et la vice-secrétaire générale du PSOE Elena Valenciano.
Son nom réapparaît ensuite au début de l'année 2014 comme le « dauphin » de Rubalcaba — après la prise de distance de Patxi López — dans la perspective d'une primaire ouverte pour désigner le chef de file électoral du parti. Il assume lui-même sa volonté d'être candidat à ce scrutin, programmé en novembre, en précisant au mois de mai son calendrier de campagne. La direction fédérale n'accorde pas de crédit à cette décision, et ne lui donne aucun rôle dans la campagne des élections européennes, à l'inverse des candidats putatifs Carme Chacón, Eduardo Madina et Patxi López.

### Candidat et vainqueur inattendu
Après la lourde défaite des socialistes au cours du scrutin, Alfredo Pérez Rubalcaba annonce un congrès extraordinaire, renonce à se succéder et organise une élection consultative de son remplaçant par les militants. Pedro Sánchez se déclare candidat le 12 juin suivant et commence à recueillir les parrainages militants. À la date limite du 26 juin, il présente 41 338 soutiens, contre 25 238 pour Madina — perçu comme le favori — et 9 912 pour le challenger José Antonio Pérez Tapias. Il domine dans 13 fédérations socialistes, l'Andalousie, l'Aragon, la Castille-La Manche, la Castille-et-León, la Communauté valencienne, la Galice, la communauté de Madrid, la Navarre, le Pays basque, La Rioja, les îles Baléares, les Canaries et Ceuta, soit toutes celles dont le dirigeant avait appelé à une candidature de la présidente de la Junte d'Andalousie Susana Díaz. Dans la fédération andalouse, il totalise plus de 14 000 appuis, soit le quintuple de Madina.
Lors du vote du 12 juillet, il reçoit 48,73 % des suffrages exprimés, contre 36,14 % à Madina et 15,13 % à Pérez Tapias. Le taux de participation atteint 67 %, alors que 39 % des militants avaient accordé leur parrainage à l'un des trois candidats. Sur les 62 411 voix qui se portent sur sa candidature, Sánchez en totalise 20 381 en Andalousie, où il l'emporte comme dans dix autres fédérations. Par rapport au recueil des parrainages, la Castille-et-León, la Navarre et Ceuta lui font défaut, mais il devance Edu Madina dans la Région de Murcie. Le soir même, il propose à ses deux concurrents d'intégrer sa future commission exécutive, sans obtenir de réponse immédiate.

### Confirmation par acclamation
L'élection de Pedro Sánchez est confirmée par acclamation le 26 juillet, par les délégués au congrès fédéral extraordinaire réuni à Madrid sous la présidence de Susana Díaz. Lors de son discours d'investiture, il affirme que le PSOE est « le parti du changement », « le meilleur instrument pour faire progresser le pays », « la gauche qui change l'Espagne », ajoutant souhaiter un parti ouvert, dans lequel il sera « peu au siège national et beaucoup sur les territoires, avec la base militante ». Ses deux concurrents lors du vote interne regrettent cependant l'absence d'unité dans la constitution de la commission exécutive fédérale, Madina expliquant qu'il n'a jamais réussi à le joindre par téléphone, tandis que les socialistes des Asturies critiquent l'absence du président Javier Fernández – seul chef de gouvernement régional socialiste avec Díaz en Andalousie – de tout poste à responsabilité, alors qu'il était président jusqu'à présent du conseil territorial, qui réunit les principaux cadres régionaux du parti.

### Une direction fédérale largement approuvée
Le lendemain, la composition de la commission exécutive fédérale (CEF) est annoncée : Micaela Navarro devient ainsi la première femme présidente du parti, tandis que César Luena prend le poste stratégique de secrétaire à l'Organisation. Le secrétaire général du PSPV-PSOE Ximo Puig et l'ancien lehendakari Patxi López occupent des postes politiques de premier plan, Javier Fernández prenant la présidence du conseil pour la transition industrielle et énergétique. Renouvelée à 85 %, composée de 20 femmes et 18 hommes, elle marque également une rupture générationnelle puisque 40 % de ses membres sont âgés de 30 à 40 ans.
La liste pour le comité fédéral comprend, quant à elle, des figures du parti, à savoir les trois principaux cadres de l'ère Rubalcaba, José Antonio Griñán, Elena Valenciano, Óscar López, ainsi qu'une vingtaine des membres de l'exécutif sortant, Eduardo Madina et José Antonio Pérez Tapias, les porte-parole parlementaires Soraya Rodríguez et Marcelino Iglesias, l'ancienne ministre de la Santé retirée de la politique Leire Pajín, l'ancien président d'Andalousie Manuel Chaves et l'ancien président du Parlement européen Josep Borrell.
La liste de la CEF est approuvée par 86,1 % des suffrages exprimés, tandis que celle du comité fédéral fait mieux avec un total de 87,4 %. Bien que des tensions aient eu lieu, la plupart des cadres socialistes considèrent que leur parti est bien plus uni qu'il ne l'était à l'issue du 38e congrès fédéral, organisé à Séville en février 2012.

### Élections de 2015

#### Campagne électorale

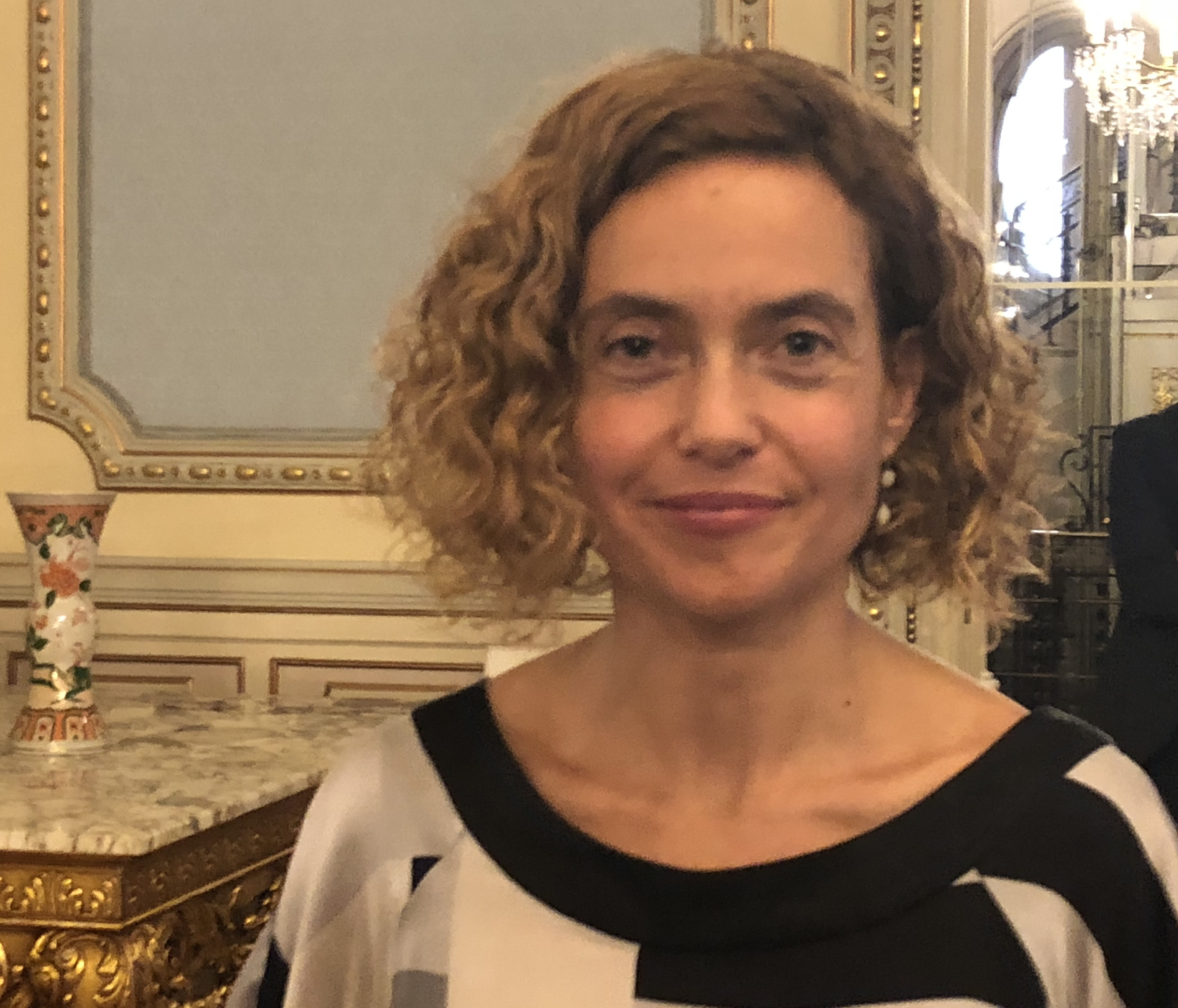
Députée de Barcelone, Meritxell Batet est choisie comme deuxième de la liste dans la circonscription de Madrid pour les élections de 2015.

Pedro Sánchez présente le 26 juin 2015 un « groupe d'experts » de 12 membres, chargé d'aider le PSOE dans l'élaboration de son programme électoral pour les élections générales du 20 décembre. En font notamment partie les anciens ministres Jordi Sevilla et Ángel Gabilondo, l'ex-secrétaire d'État Teresa Ribera, l'ancien conseiller à la Santé du gouvernement basque Rafael Bengoa, la députée Magdalena Valerio, Patxi López ou encore l'universitaire franco-algérien Sami Naïr. Sánchez affirme que ce groupe proposera « un programme de gouvernement honnête, avec les valeurs du Parti socialiste et avec les Espagnols », qui offrira « des propositions progressistes vaillantes et financièrement tenables pour les dix prochaines années ». Le premier objectif qu'il assigne à son équipe est d'aider le parti à connaître toutes les « possibilités » pour faire tout ce qui est « humainement possible pour améliorer la société, résoudre ses problèmes les plus pressants »,.
Il présente le 30 septembre une partie de la liste de la circonscription de Madrid, où il occupe la première place. Il confie la deuxième position à la secrétaire aux Études et aux Programmes du PSOE, la Catalane Meritxell Batet, députée de Barcelone depuis 2004, membre du Parti des socialistes de Catalogne (PSC) depuis 2008 et coordonnatrice du programme électoral socialiste. Il indique en outre avoir choisi Zaida Cantera — ancienne officier de l'armée de terre ayant dénoncé le harcèlement moral et sexuel de la part de son supérieur — pour la sixième place,. Trois semaines plus tard, il intègre la députée d'UPyD Irene Lozano — qui avait fait connaître le harcèlement de Zaida Cantera au Congrès — parmi les candidats socialistes, souhaitant qu'elle se charge des propositions en matière de régénération démocratique et lutte contre la corruption. Du fait de ses dures critiques passées envers le PSOE, son incorporation en quatrième position sur la liste de Madrid génère un certain malaise parmi les dirigeants du PSOE, qui valident néanmoins sa candidature lors d'un comité fédéral qui se tient trois jours après cette annonce.

#### Candidat du roi à la présidence

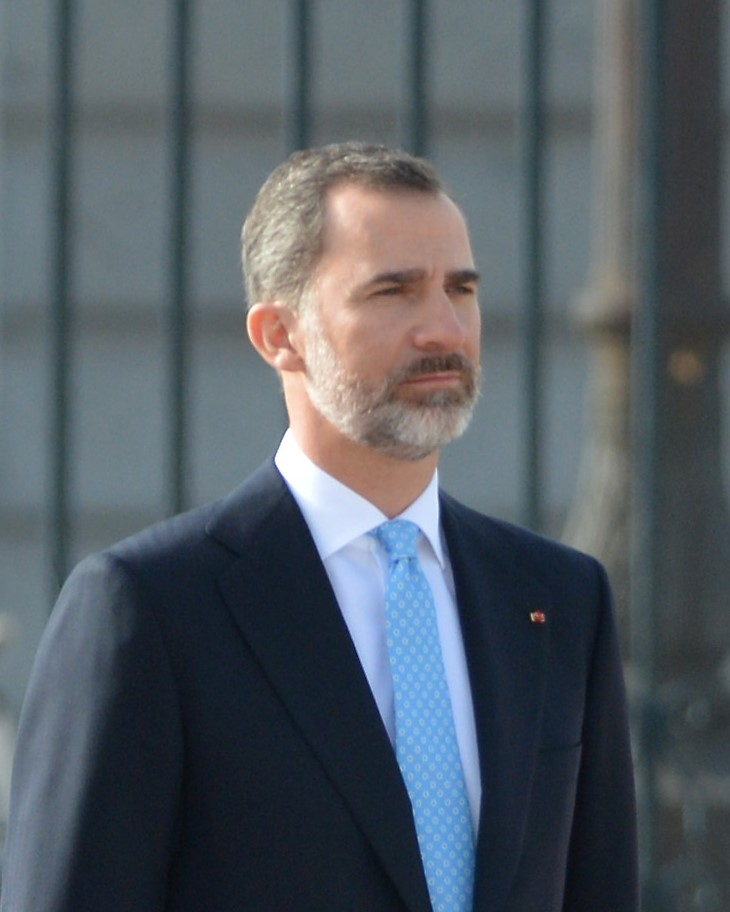
Le roi Felipe VI désigne Sánchez candidat à la présidence du gouvernement après un mois et demi de blocage.

À l'issue des élections générales, le PSOE obtient 90 sièges sur 350 au Congrès des députés et 47 sur 208 au Sénat, arrivant en deuxième position derrière le Parti populaire (123 sièges au Congrès, 124 sièges au Sénat). La majorité absolue (176 sièges) n'étant atteinte par aucun parti au Congrès des députés, des tractations s'opèrent pour former des alliances.
Le président de la généralité de Catalogne Artur Mas et le porte-parole parlementaire de la Convergence démocratique de Catalogne (CDC) tentent alors de constituer une alliance entre les socialistes et Podemos en vue de remplacer Mariano Rajoy, estimant que le maintien du Parti populaire au gouvernement amenait au pire pour la Catalogne. Toutefois, l'opération échoue après plusieurs réunions entre les dirigeants des deux partis, qui constatent leurs désaccords.
Après 1 mois et 13 jours de blocage politique et deux séries de consultations avec les partis représentés aux Cortes, le roi Felipe VI charge le 2 février 2016 Pedro Sánchez de former le nouveau gouvernement. Ce dernier accepte, après que le président du gouvernement sortant Rajoy s'est trouvé incapable de réunir les soutiens nécessaires. C'est la première fois qu'un candidat à l'investiture n'est pas issu du plus important groupe parlementaire. S'engageant à constituer un « gouvernement progressiste et réformiste », il explique que « le changement n'est pas le patrimoine d'un parti ou d'un chef, mais de millions de citoyens. Tous les Espagnols doivent pouvoir opter pour le changement. Le changement sera pour tous, ou ne sera pas ». Il précise qu'il ne négociera ni avec le Parti populaire, ni avec les partis favorables à l'indépendance de la Catalogne.
Il compose dès le lendemain une équipe de négociations. Elle comprend six personnes, quatre hommes et deux femmes. En font partie deux « vétérans de poids » du socialisme espagnol, le député José Enrique Serrano — ancien directeur de cabinet de González et Zapatero — et l'ancien conseiller à l'Intérieur du gouvernement basque Rodolfo Ares. L'ancien ministre des Administrations publiques Jordi Sevilla, le porte-parole parlementaire Antonio Hernando, la coordonnatrice du programme électoral Meritxell Batet et la secrétaire au Bien-être social du PSOE María Luisa Carcedo en sont également membres.

#### Accord avec Ciudadanos
À l'occasion du comité fédéral du PSOE qui se tient le 30 janvier, Pedro Sánchez annonce que tout accord de coalition signé par les socialistes ferait l'objet d'une ratification par les militants. Il prend ainsi de court les poids lourds du parti comme Susana Díaz, Javier Fernández ou Felipe González, qui s'opposent fortement à tout accord avec Podemos. Il déclare ne pas vouloir « être président du gouvernement à n'importe quel prix » mais qu'il n'est pas non plus « disposé à ce que les Espagnols paient le prix de quatre années de plus de droite à la tête des institutions ». Il indique que « le PSOE tendra la main à la gauche et à la droite, sans affrontements. Avec des politiques, des programmes, pas des postes ».

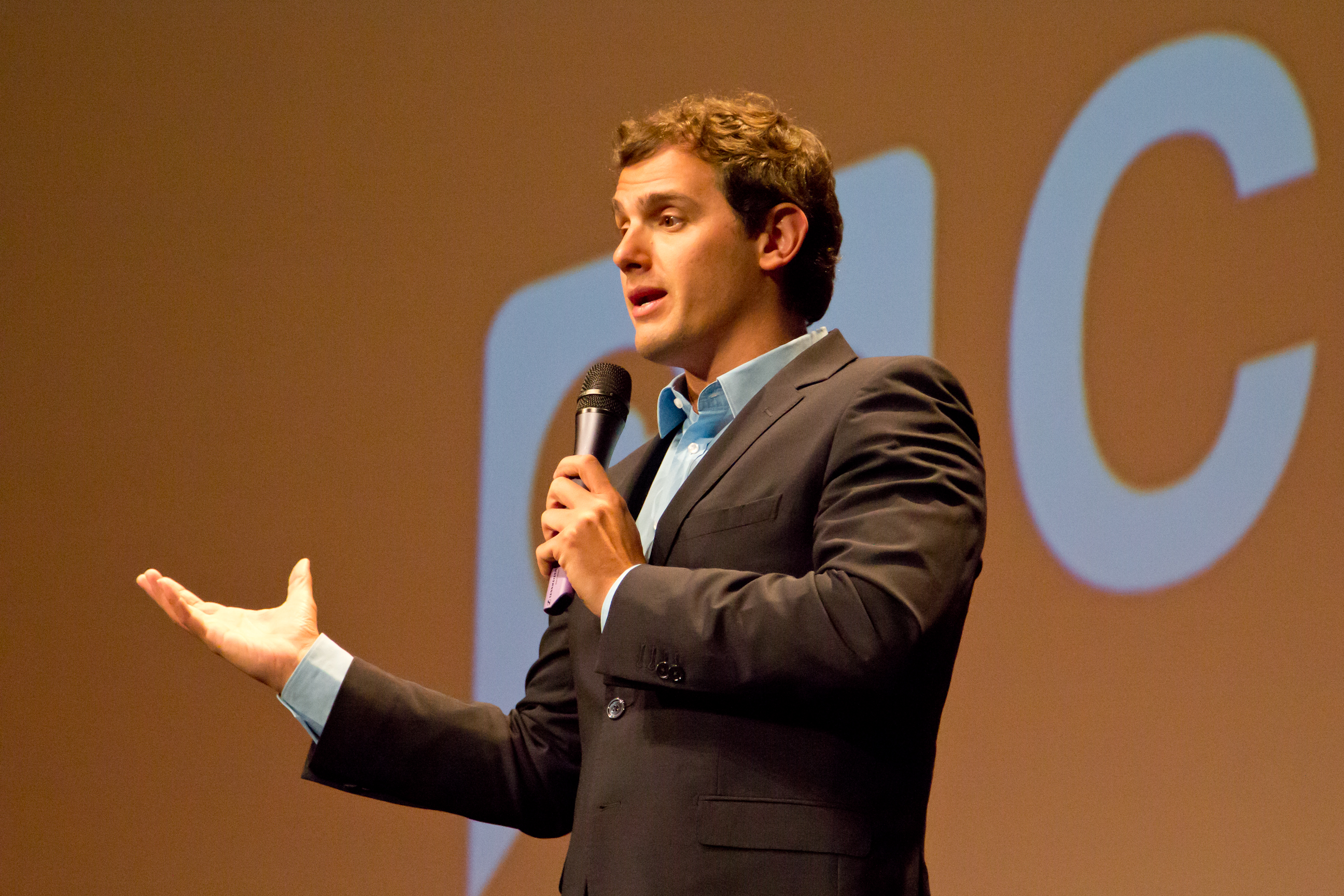
Le président de Ciudadanos Albert Rivera signe un pacte d'investiture à Sánchez qui reprend des éléments-clés de leurs programmes électoraux.

Avec le président de Ciudadanos Albert Rivera, ils présentent le 24 février un accord d'investiture. Les socialistes acceptent notamment de supprimer les députations provinciales au profit de conseils des maires, tandis que les libéraux renoncent à leur projet de contrat de travail unique pour trois types de contrats : de formation, à durée indéterminée, et à durée déterminée. Ce dernier ferait l'objet de droits progressifs à l'indemnisation en cas de licenciement, selon la durée du contrat. Alors que le PSOE voulait accroître la pression fiscale et Ciudadanos la diminuer, les deux approuvent de maintenir le niveau de l'impôt sur le revenu, limiter les exemptions des grandes entreprises et baisser la taxe sur la valeur ajoutée sur les produits culturels. Le salaire minimum augmenterait de 1 %, les immigrants retrouveraient leur carte universelle permettant d'accéder à la santé publique, le congé parental serait porté de 18 à 26 semaines. Les deux partis approuvent l'adoption d'une loi de liberté religieuse, pour fixer un statut commun de droits et devoirs de la pratique religieuse, et la révision des accords avec le Saint-Siège. Enfin, le pacte entre les socialistes et les libéraux envisage un moratoire sur la fracturation hydraulique et la fermeture des centrales nucléaires en fonction depuis plus de 40 ans. L'accord est ratifié par les militants socialistes à peine trois jours plus tard, par 79 % de votes favorables pour un taux de participation de 51 %.

#### Échec à l'investiture
Le 2 mars 2016, lors du premier vote pour l'investiture du président du gouvernement, la candidature de Pedro Sánchez n'obtient que 130 voix favorables, celles du PSOE et de Ciudadanos, contre 219 voix défavorables et une abstention. Lors du second vote organisé le 4 mars, il échoue de nouveau avec 131 voix favorables et 219 défavorables, la seule députée de la Coalition canarienne — Ana Oramas — lui ayant alors donné son appui. C'est la première fois depuis l'entrée en vigueur de la Constitution de 1978 qu'un candidat n'obtient pas l'investiture du Congrès.

### Élections de 2016
Alors que la tenue de nouvelles élections apparaît inévitable, le 28 avril la députée de Barcelone, ancienne ministre de la Défense, Carme Chacón, ainsi qu'Irene Lozano font savoir qu'elles ne postuleront pas à ce nouveau scrutin,. Pedro Sánchez précise deux jours plus tard qu'Eduardo Madina sera confirmé à la septième place de la liste dans la circonscription de Madrid — où le PSOE n'a obtenu que six élus en décembre 2015 — et ce malgré les pressions de Susana Díaz.
Le 3 mai, jour de la dissolution des Cortes par le roi, il présente la composition de son comité électoral. Les fonctions de coordonnateur reviennent à César Luena, tandis que le porte-parole parlementaire Antonio Hernando est désigné porte-parole et Meritxell Batet redevient coordonnatrice du programme. Le porte-parole sénatorial Óscar López est responsable de la stratégie de communication, la secrétaire à la Politique municipale Adriana Lastra des actions militantes de terrain et la secrétaire à la Science María González Veracruz gère la mobilisation numérique. En parallèle, Sánchez a l'intention de s'appuyer sur un groupe d'experts, véritable « gouvernement fantôme » destiné à alimenter un éventuel futur exécutif socialiste.
Il annonce dix jours plus tard avoir choisi la magistrate du Tribunal suprême et ancienne secrétaire d'État Margarita Robles comme « numéro deux » de sa liste dans la circonscription de Madrid. Elle remplit ainsi les critères fixées par Sánchez, être une femme et indépendante du PSOE, pour prendre la suite de Meritxell Batet, devenue tête de liste à Barcelone. Le « comité des sages » est présenté le 15 mai à L'Hospitalet de Llobregat. Il compte 20 membres, dont la coordination est assumée par José Enrique Serrano. En font notamment partie les anciens ministres Josep Borrell, Jordi Sevilla et Ángel Gabilondo, la numéro deux du Parti des socialistes de Catalogne Núria Parlon ou encore Margarita Robles.
Le soir du scrutin, le PSOE confirme sa deuxième position avec un total de 85 députés. Au cours des semaines qui suivent, il défend sa position des « trois non » : refus de soutenir l'investiture de Mariano Rajoy (par un vote favorable ou l'abstention), renoncement à postuler à la présidence du gouvernement et rejet de nouvelles élections anticipées. Le 5 septembre 2016, après que Rajoy a échoué à obtenir l'investiture du Congrès, il demande à la commission exécutive socialiste de l'autoriser à négocier son investiture avec les « forces de changement », Podemos et Ciudadanos, avec qui il cumulerait 189 suffrages mais qui lui adressent une fin de non-recevoir.

### Crise post-électorale et démission

#### Un congrès critiqué par les dirigeants territoriaux

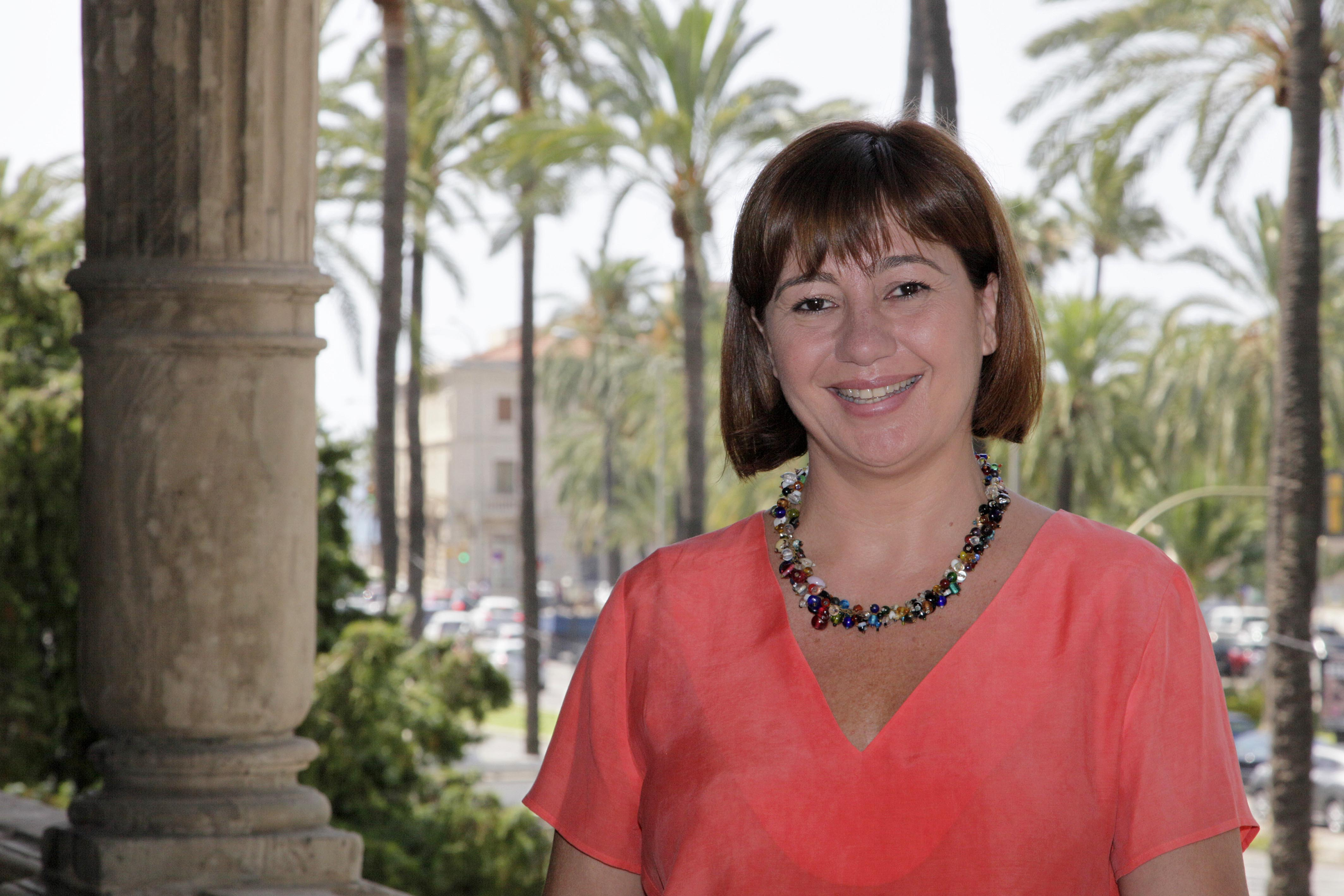
La présidente des îles Baléares Francina Armengol est le seul soutien de Sánchez parmi les barons du PSOE.

Au lendemain de la déroute historique des socialistes au cours des élections autonomiques en Galice et au Pays basque le 25 septembre 2016, Pedro Sánchez convoque la commission exécutive fédérale et, après cinq heures de débat, annonce qu'il réunira le comité fédéral le 1er octobre afin que soit convoqué le 39e congrès fédéral du PSOE. Celui-ci se déroulera en deux phases : élection du secrétaire général par les militants le 23 octobre et tenue du congrès au début du mois de décembre. Cette décision est vertement critiquée par plusieurs « barons » du PSOE comme le président d'Estrémadure Guillermo Fernández Vara, le président de la Généralité valencienne Ximo Puig, mais aussi la fédération d'Andalousie dirigée par Susana Díaz et l'ancien président du gouvernement José Luis Rodríguez Zapatero.
Il bénéficie alors de l'appui de huit des seize fédérations du parti et du PSC, mais d'une seule présidente de communauté autonome, Francina Armengol, présidente des îles Baléares. Toutefois, une réunion du groupe parlementaire au Congrès, à laquelle il ne participe pas, est l'occasion, pour une majorité des intervenants, de remettre en cause son choix de convoquer le congrès du parti, la critique étant menée par les députés d'Andalousie.

#### Démission de la moitié de la commission exécutive
Finalement, au soir du 28 septembre, 17 membres de la commission exécutive fédérale du PSOE présentent leur démission, dont la présidente du parti Micaela Navarro, l'ancienne ministre de la Défense Carme Chacón et les présidents de Castille-La Manche Emiliano García-Page et de la Généralité valencienne. S'opposant avec les démissionnaires sur l'interprétation des statuts quant au maintien en fonction de la direction du parti, le secrétaire à l'Organisation César Luena indique que les membres restants de la commission exécutive se réuniront le lendemain afin d'inscrire à l'ordre du jour du comité fédéral du 1er octobre la convocation d'un congrès fédéral extraordinaire, conformément aux dispositions prévues par les statuts du PSOE.
À la suite de la réunion de l'exécutif du 29 septembre, la réunion du comité fédéral est confirmée et un calendrier pour le congrès extraordinaire dévoilé, qui maintient la date du scrutin pour l'élection du secrétaire général, mais avance la réunion des délégués à la moitié du mois de novembre. Dans la matinée, la présidente du bureau du comité fédéral Verónica Pérez (es) s'était présentée au siège du PSOE à Madrid en s'affirmant « unique autorité qui existe dans [le parti] » et appelant à une réunion de la commission fédérale d'éthique et des garanties, tout en reconnaissant qu'elle n'avait pas la compétence pour convoquer cet organe. Dans la journée, Sánchez reçoit le soutien de Josep Borrell, Jordi Sevilla, Pere Navarro, José Antonio Pérez Tapias, et les critiques de Felipe González, José María Barreda, Abel Caballero, Joaquín Leguina.
Le 30 septembre, après quatre jours de silence, Pedro Sánchez intervient devant les médias et laisse entendre qu'il remettra sa démission si le comité fédéral du lendemain décide que les députés doivent s'abstenir pour permettre l'investiture de Mariano Rajoy. Plus tôt dans la journée, la commission exécutive fédérale s'était déclarée « par intérim » (en espagnol : en funciones) et avait demandé aux militants de ne pas rejoindre le siège de la rue Ferraz le 30 septembre, tandis que trois des cinq membres de la commission des garanties avaient remis un rapport, sans avoir été mandatés pour le faire, qui estime la direction « dissoute » et juge nécessaire la formation d'une direction provisoire (en espagnol : comisión gestora). Sánchez déclare être la cible d'une campagne de pressions orchestrée par Felipe González, El País et le groupe Prisa (auquel appartient El País).

#### Départ du secrétariat du PSOE puis du Congrès

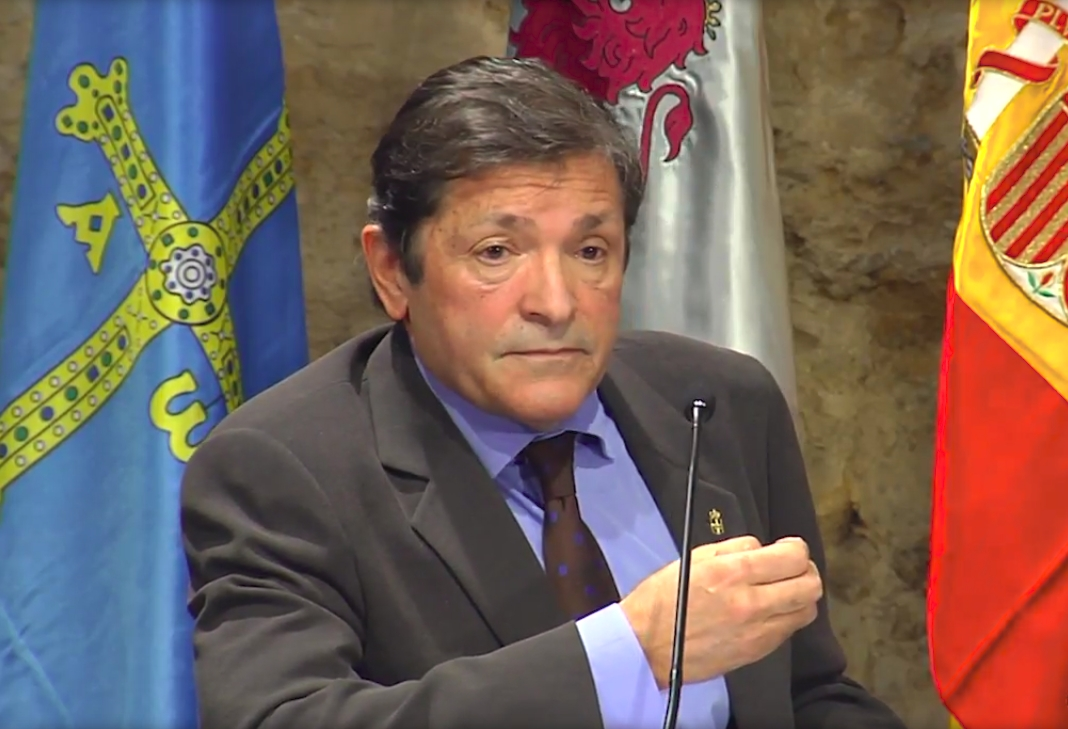
Le président de la principauté des Asturies Javier Fernández prend la tête de la direction provisoire.

Le lendemain 1er octobre, Pedro Sánchez remet sa démission après 12 heures de débats et de tensions au sein du comité fédéral qui rejette finalement par 132 voix contre 107 sa proposition de congrès fédéral extraordinaire. Les « barons du parti » s'accordent alors pour la formation d'une direction provisoire présidée par Javier Fernández.
Le lundi suivant, le 3 octobre, il annonce qu'il conserve son siège de député. Il occupe désormais le siège 1 401 situé sur la quatrième file, juste devant Eduardo Madina qu'il avait battu lors de la primaire de 2014. Son ancien siège, celui de chef de l'opposition, est repris par le porte-parole du groupe parlementaire socialiste Antonio Hernando et ceux de la première file par l'ensemble de la direction du groupe parlementaire.
Finalement, le 29 octobre, il annonce lors d'une conférence sa décision de quitter son siège de député. Il dit rester fidèle à ses engagements électoraux et refuse de s'abstenir lors du second scrutin du vote d'investiture de Mariano Rajoy comme l'a décidé le comité fédéral du PSOE le 23 octobre. Il écrit sur les réseaux sociaux sa volonté de « parcourir tous les coins de l'Espagne » et demande à la direction provisoire de fixer la date du prochain congrès du parti sans dévoiler toutefois s'il compte se présenter. Il est remplacé au Congrès par Carlota Merchán.
Quatre ans plus tard, le 28 janvier 2020, trois semaines après l'investiture de Sánchez à la présidence du gouvernement à la suite d'une répétition des élections générales, Susana Díaz admettra s'être trompée lors de la crise interne de 2016. Lors d'un débat au Parlement d'Andalousie marquant la première année de pouvoir du centre droit andalou, elle affirmera : « Je me suis trompée et Pedro Sánchez avait fait le bon choix ». Elle expliquera que « le PSOE s'est abstenu par générosité, en pensant que dans la situation inverse, le Parti populaire ferait de même et placerait l'Espagne au-dessus de ses propres intérêts », constatant que dans les faits cela ne s'était pas produit après les élections de novembre 2019.

## Deuxième mandat de secrétaire général du PSOE (depuis 2017)

### Candidature et projet politique

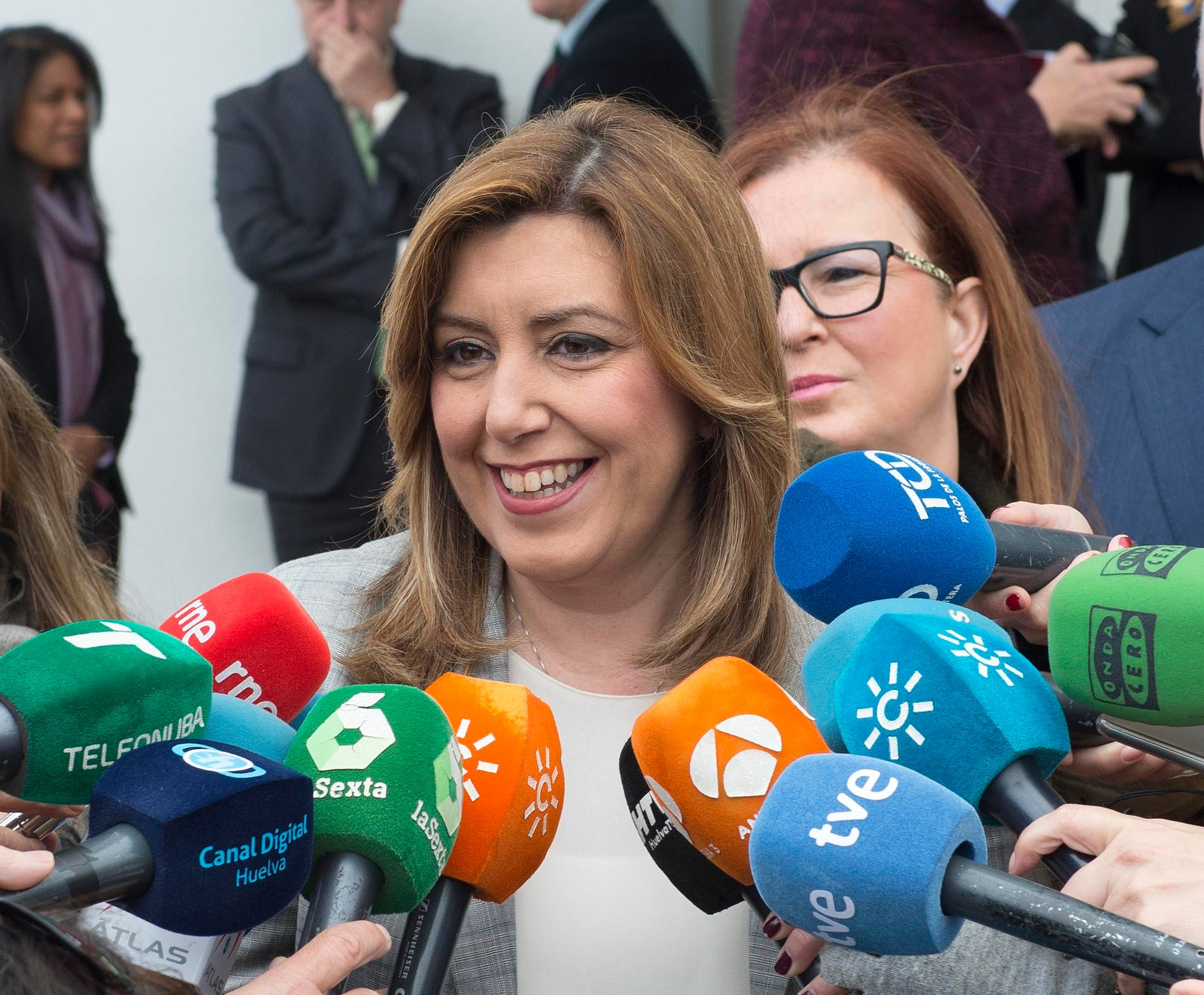
La présidente de la Junte d'Andalousie Susana Díaz est la principale concurrente de Pedro Sánchez au.

À l'occasion d'une réunion publique le 28 janvier 2017 à Dos Hermanas, ville de la province de Séville dont le maire Quico Toscano est un critique de Susana Díaz, Pedro Sánchez annonce sa candidature à la primaire du 39e congrès fédéral du PSOE. Il présente alors la campagne à venir comme « un plébiscite » entre deux propositions politiques : « un parti autonome et de gauche où les militants décident, ou un parti qui s'est abstenu face à Rajoy et qui se trouve rendu nulle part ». Il estime que « ce que nous entreprenons aujourd'hui, c'est d'unir le PSOE, pour après unir la gauche et battre le Parti populaire ».
Il tient une semaine plus tard un meeting à Castellón de la Plana — secondé par les députés Odón Elorza et Zaida Cantera — devant 900 personnes, au cours duquel il promet que « tous les accords de gouvernement » seront soumis à ratification de la base militante. Il maintient son idée que « le 39e congrès est décisif. Il n'échappe à aucun socialiste que notre organisation est à la croisée des chemins et qu'il n'y en a que deux : celui de l'alliance avec les forces progressistes, le PSOE structurant le changement, ou celui initié par la direction provisoire, qui n'a mené nulle part le socialisme espagnol ». Il fait savoir dans un entretien accordé le 6 février à Arsenio Escolar de 20 Minutos qu'il abandonnera la vie politique s'il est défait lors de la primaire.
Il fait connaître le 21 février son projet politique, baptisé « Pour une nouvelle social-démocratie » (en espagnol : Por una nueva socialdemocracia). Sous le titre « Nous sommes socialistes » (en espagnol : Somos Socialistas), le document, présenté à Madrid devant 1 000 personnes, défend « l'unité d'action » avec les syndicats et les autres forces de gauche pour mettre en place une « alliance du progrès » qui change le « modèle économique et social néolibéral ». À cet égard, il critique la social-démocratie européenne, « incapable de proposer [un projet de société alternatif] lors des dernières décennies ». Sánchez se fait ainsi le défenseur du socialisme démocratique, dont « l'adversaire idéologique est le néolibéralisme et l'adversaire politique est le Parti populaire ». Manuel Escudero précise alors qu'il ne propose pas « un virage à gauche [mais] que les socialistes retrouvent leurs principes ». Le projet envisage aussi un premier pas vers la reconnaissance de la plurinationalité de l'État espagnol, en suggérant qu'« une réforme constitutionnelle fédérale — qui maintient que la souveraineté réside dans l'ensemble du peuple espagnol — doit perfectionner la reconnaissance du caractère plurinational de l'État, admis par l'article 2 de la Constitution ».

### Une nette victoire face à Susana Díaz

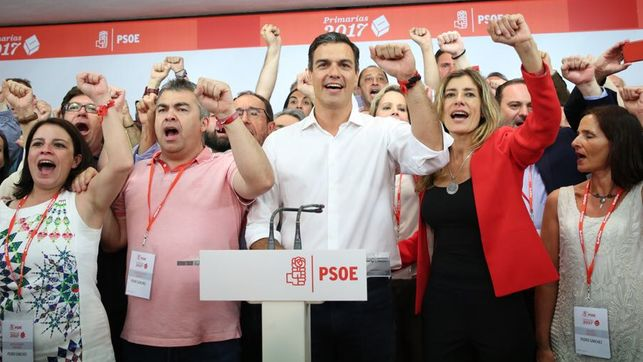
Pedro Sánchez remporte clairement la primaire du.

Au moment du dépôt des parrainages militants le 4 mai, Pedro Sánchez présente 53 117 soutiens d'adhérents, soit 6 273 de moins que Díaz. Plus de 70 % des membres du PSOE ont participé à ce processus. Dans la fédération d'Andalousie, Sánchez récolte 40 % de parrainages en moins que lors du congrès de 2014 tandis que sa principale concurrente y capte le soutien de 60 % des adhérents. Toutefois, il la devance largement au sein du Parti des socialistes de Catalogne (PSC) en recevant sept fois plus d'appuis, et s'impose également parmi les militants du Parti socialiste du Pays valencien-PSOE (PSPV-PSOE) avec 2 800 signatures de plus. En revanche, Díaz le dépasse au Parti socialiste ouvrier espagnol de la communauté de Madrid (PSOE-M),.
Au soir de la primaire le 21 mai 2017, il est proclamé large vainqueur face à Susana Díaz et Patxi López. Il remporte ainsi plus de 50 % des suffrages exprimés, soit dix points d'avance sur Díaz. Celle-ci ne s'impose que dans sa fédération d'Andalousie, tandis que López l'emporte au Pays basque. Sánchez totalise de son côté 81 % des voix en Catalogne et l'emporte dans la communauté de Madrid et dans la Communauté valencienne. S'exprimant depuis le siège du parti au milieu de la nuit, il déclare que « rien ne finit ce soir, tout commence au contraire. Nous allons et nous voulons créer une nouvelle organisation. Nous allons accomplir le mandat issu des urnes, faire du PSOE le parti de la gauche de ce pays, et mon engagement reste fermement le même : unir le parti »,.

### Nouvelle équipe de direction

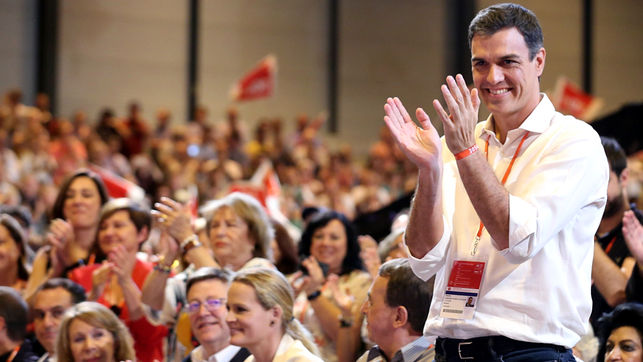
À l'issue du, Pedro Sánchez tient un meeting devant les militants.

Lors du 39e congrès fédéral le 18 juin suivant, Pedro Sánchez propose une commission exécutive de 49 membres dont 20 femmes : l'ancienne ministre Cristina Narbona en occupe la présidence, Adriana Lastra exerce les fonctions de vice-secrétaire générale et José Luis Ábalos prend la tête du secrétariat à l'Organisation. Deux anciennes ministres de Zapatero, Carmen Calvo et Beatriz Corredor intègrent cette équipe, qui reçoit 70,5 % de votes favorables. La liste des 132 membres du comité fédéral est emmenée par Quico Toscano, maire de Dos Hermanas, tandis que de nombreux anciens dirigeants du parti tels Josep Borrell, José Blanco, César Luena ou Óscar López n'en font pas partie. La composition de cet organe, dont sont également exclus Elena Valenciano, Eduardo Madina ou Soraya Rodríguez, est critiquée par plusieurs personnalités, qui pointent de manière générale « le manque d'intégration » à l'instar de Ximo Puig, du porte-parole du groupe socialiste au Sénat Vicente Álvarez Areces et celui à la Junte générale de la principauté des Asturies Fernando Lastra. À l'inverse, le premier secrétaire du Parti des socialistes de Catalogne (PSC) Miquel Iceta appelle à « oublier les étiquettes et penser au parti ».
Le congrès est marqué par deux débats d'importance sur les questions institutionnelles : la revendication du caractère plurinational de l'État espagnol, demandée par Sánchez et que le PSOE reconnaît pour la première fois tout en affirmant que « la souveraineté réside dans l'ensemble du peuple espagnol », et l'instauration d'une République en Espagne, proposition portée par les Jeunesses socialistes, initialement adoptée en commission et finalement retirée avant son passage en séance plénière des délégués après une intervention en ce sens de Sánchez.

## Président du gouvernement (depuis 2018)

### Motion de censure contre Mariano Rajoy

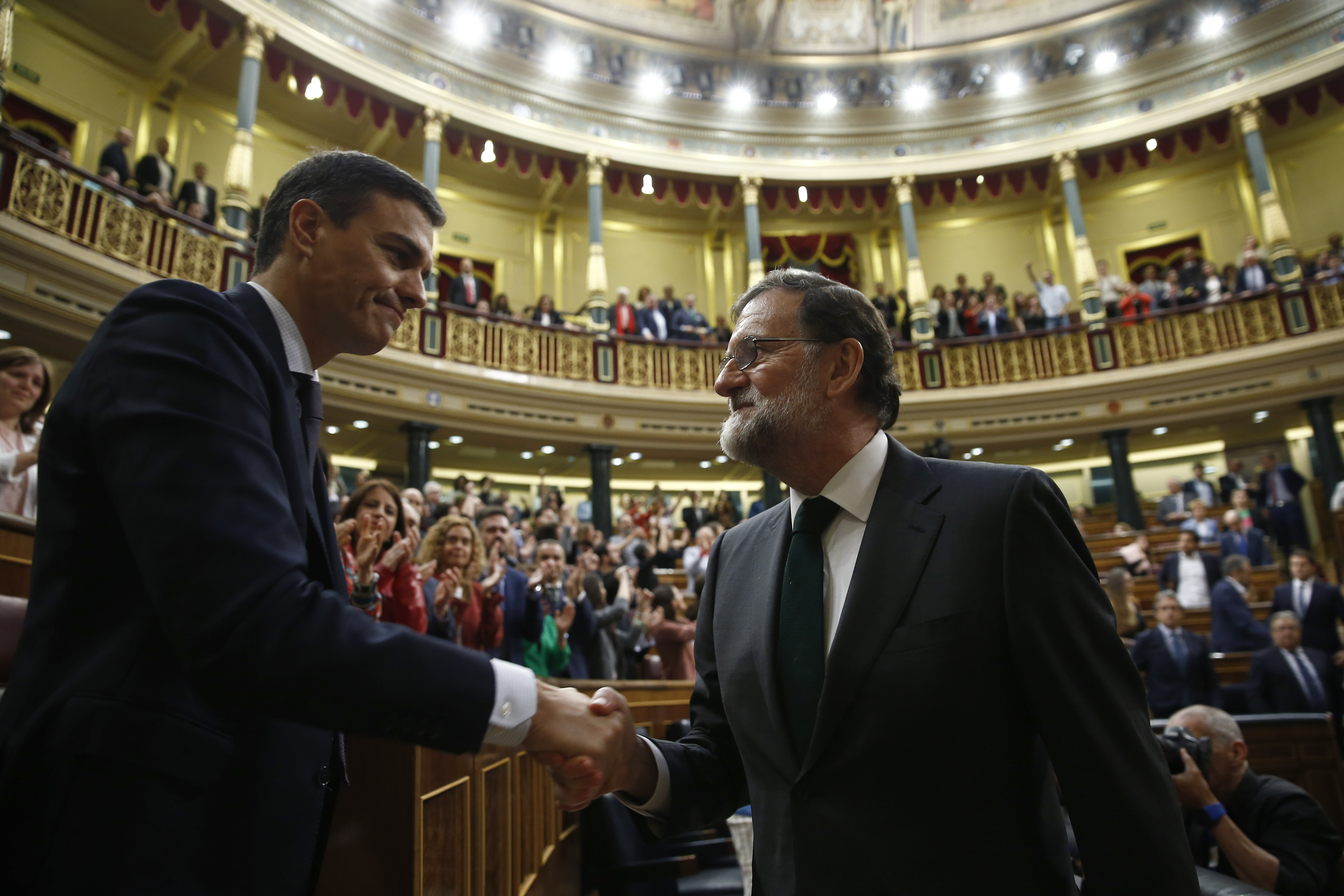
Pedro Sánchez est investi président du gouvernement en faisant voter contre Mariano Rajoy la première motion de censure depuis 1978.

Pedro Sánchez décide le 24 mai 2018 de déposer une motion de censure contre Mariano Rajoy, quelques heures après que le Parti populaire a été condamné dans le cadre de l'affaire Gürtel. Plus tôt dans la journée, Unidos Podemos, la Gauche républicaine de Catalogne (ERC) et le Parti démocrate européen catalan (PDeCAT) s'étaient engagés à voter une telle motion. La motion est enregistrée dès le lendemain. Il explique ensuite avoir l'intention de convoquer des élections anticipées s'il accède au pouvoir, après avoir mené des réformes sociales et institutionnelles. Il précise que son éventuel gouvernement « appliquera et fera appliquer la Constitution » et garantira « la souveraineté nationale et l'intégrité territoriale », tout en refusant de renoncer au soutien des indépendantistes catalans. Le matin même, Ciudadanos avait indiqué ne pas soutenir la motion, sauf dans l'objectif de convoquer des élections anticipées.
S'il s'engage à débloquer une partie des propositions de loi bloquées par le gouvernement pour des raisons budgétaires, Pedro Sánchez refuse de négocier avec les autres forces parlementaires et entend se limiter à de simples rencontres avec elles.
Le débat sur la motion de censure commence le 31 mai. Pedro Sánchez s'engage notamment à ne pas revenir sur le projet de loi de finances en cours d'examen, à dialoguer avec toutes les communautés autonomes et à former un gouvernement paritaire. Il revendique un programme « de la stabilité, de la modération, progressiste et consensuel ». Il reçoit, au cours de la journée, le soutien du Parti nationaliste basque (EAJ-PNV), crucial pour franchir le seuil de la majorité absolue nécessaire à la censure.
À l'issue du vote du 1er juin, la motion de censure est adoptée par le Congrès. Elle recueille 180 voix favorables, 169 contre et une abstention, grâce au soutien de 15 partis et cinq groupes parlementaires, notamment Unidos Podemos, ERC, le PDeCAT et l'EAJ-PNV. Le Parti populaire (PP), Ciudadanos, l'Union du peuple navarrais (UPN) et le Forum des Asturies (FAC) votent contre.
Le roi Felipe VI signe le jour même le décret de nomination, publié le lendemain au Bulletin officiel de l'État. Pedro Sánchez prête serment au palais de la Zarzuela le 2 juin, devant le souverain, le ministre de la Justice démissionnaire Rafael Catalá, en sa qualité de grand notaire du Royaume, la présidente du Congrès Ana Pastor, le président du Sénat Pío García-Escudero, le président du Conseil général du pouvoir judiciaire Carlos Lesmes, le président du Tribunal constitutionnel Francisco Pérez de los Cobos, et Mariano Rajoy. Contrairement à celles de ses prédécesseurs, la cérémonie se déroule sans Bible ni crucifix, simplement avec un exemplaire du texte constitutionnel.
C'est alors la première fois depuis 1978 qu'une motion de censure est adoptée, que le président du gouvernement et le président du Congrès ne sont pas issus du même parti, que le principal groupe parlementaire siège dans l'opposition, et que le chef de l'exécutif ne détient aucun mandat parlementaire,,.

### Premier mandat

#### Premier gouvernement

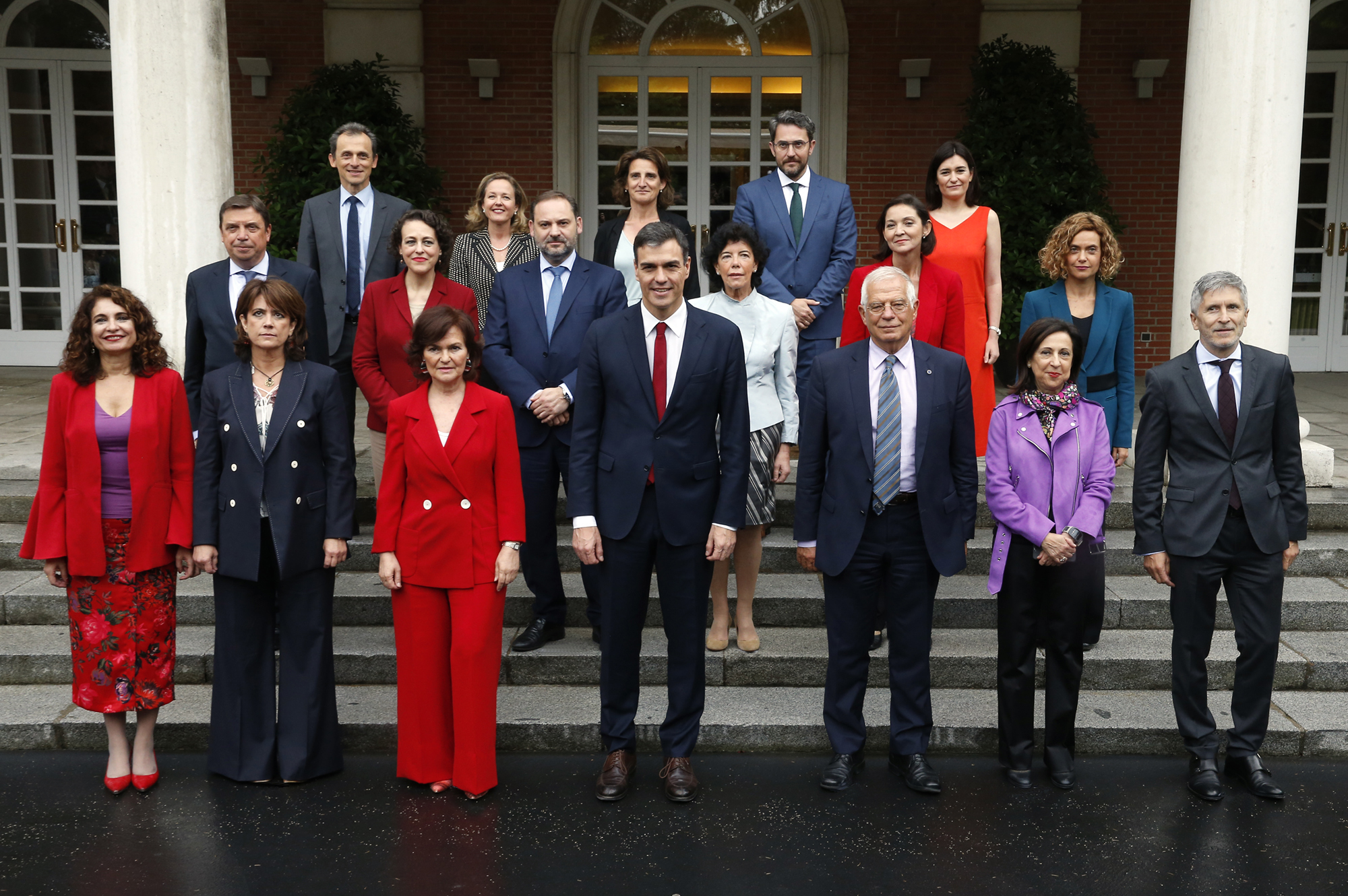
Le gouvernement Sánchez comprend 65 % de femmes, un record historique et mondial.

La composition du gouvernement est dévoilée au compte-gouttes à partir du 4 juin : l'ancien président du Parlement européen Josep Borrell est choisi comme ministre des Affaires étrangères, l'ex-secrétaire d'État au Changement climatique Teresa Ribera comme ministre de l'Environnement avec un portefeuille élargi à la transition énergétique, l'ancienne ministre de la Culture Carmen Calvo comme vice-présidente avec le portefeuille de l'Égalité, le secrétaire à l'Organisation du PSOE José Luis Ábalos comme ministre de l'Équipement, la députée Meritxell Batet comme ministre des Administrations territoriales, la conseillère aux Finances d'Andalousie María Jesús Montero comme ministre des Finances, la haute fonctionnaire de la Commission européenne Nadia Calviño comme ministre de l'Économie, la conseillère à la Santé de la Généralité valencienne Carmen Montón comme ministre de la Santé, l'ancienne conseillère à l'Éducation du Pays basque Isabel Celaá comme ministre de l'Éducation, l'ancienne conseillère au Travail de Castille-La Manche Magdalena Valerio comme ministre du Travail, le premier astronaute espagnol Pedro Duque comme ministre de la Science, la procureure Dolores Delgado comme ministre de la Justice.
La composition complète de l'exécutif est révélé le 6 juin. Le juge Fernando Grande-Marlaska est nommé ministre de l'Intérieur, la députée et juge Margarita Robles ministre de la Défense, et l'auteur Màxim Huerta ministre de la Culture. Il nomme un total de 11 femmes et six hommes, confiant aux ministres féminines des postes-clé comme la vice-présidence du gouvernement, les ministères économiques et deux portefeuilles régaliens. Rassemblant 64,7 % de femmes, le gouvernement Sánchez est le plus féminisé dans l'histoire et dans le monde. Il dépasse le record établi en 2007 par le gouvernement finlandais. L'équipe gouvernementale prête serment dès le lendemain devant le roi.
Màxim Huerta remet sa démission dès le 13 juin, après que le journal en ligne El Confidencial a révélé qu'il avait été condamné pour fraude fiscale l'année précédente. Il est remplacé par l'ex-directeur du musée Reina Sofía José Guirao. Le 11 septembre, Carmen Montón démissionne à son tour, après que le journal en ligne ElDiario.es a révélé qu'elle avait obtenu son master à l'université Roi Juan Carlos de manière irrégulière. Son portefeuille revient à la haute commissaire à la Lutte contre la pauvreté infantile María Luisa Carcedo.

#### Question territoriale

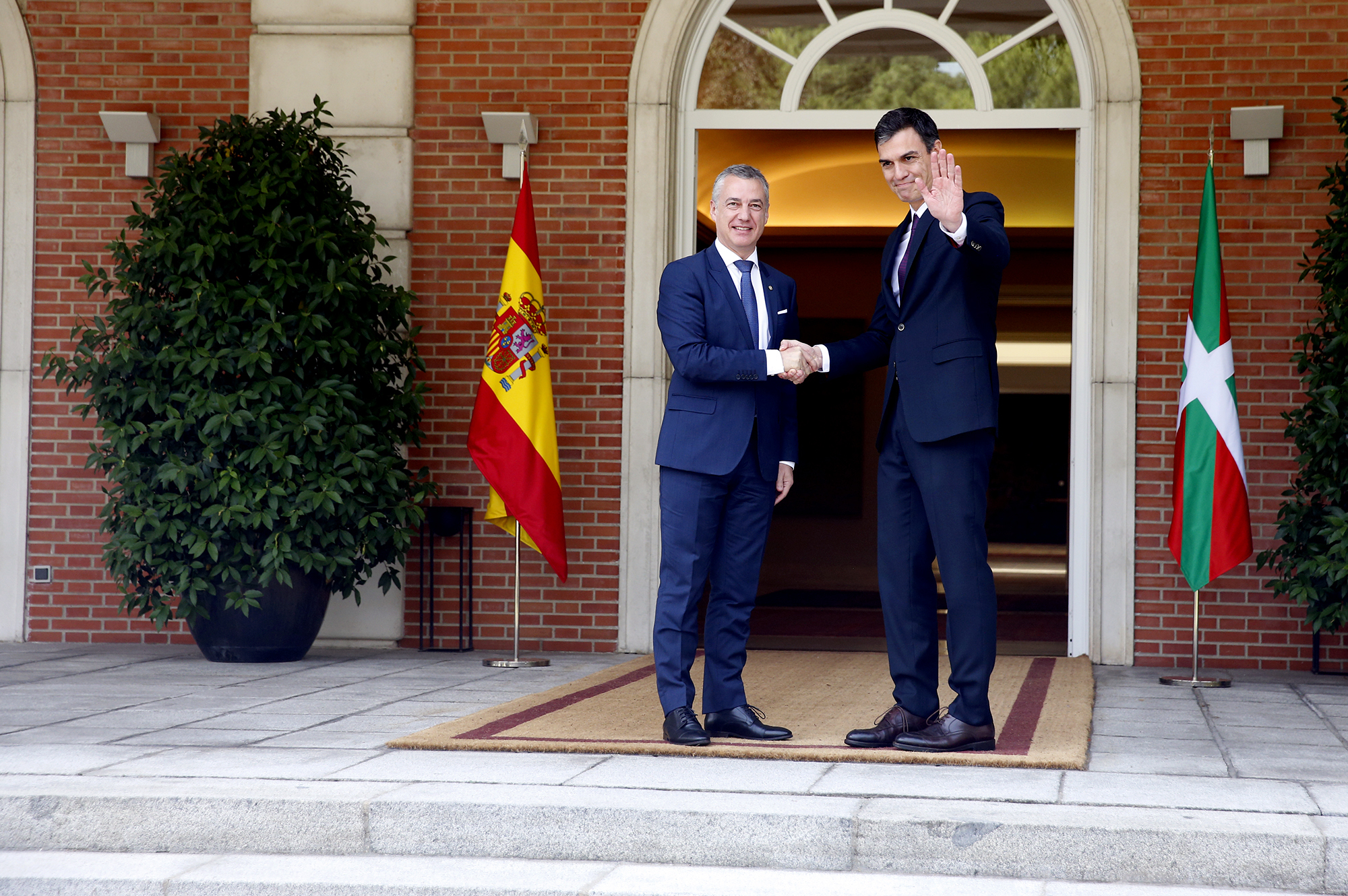
Pedro Sánchez reçoit le lehendakari Iñigo Urkullu le 25 juin 2018 au palais de la Moncloa.

Dès le premier Conseil des ministres, le 8 juin 2018, le gouvernement de Pedro Sánchez lève le contrôle du ministère des Finances sur les paiements ordonnés par la généralité de Catalogne, mis en place huit mois plus tôt. Un mois plus tard, la réunion du Conseil des ministres décide de déférer devant le Tribunal constitutionnel la motion du Parlement catalan confirmant l'objectif d'indépendance de la Catalogne. Le 9 juillet, Pedro Sánchez reçoit le président de la Généralité Quim Torra au palais de la Moncloa et tous deux s'engagent à relancer la commission bilatérale entre l'État et le gouvernement catalan, en sommeil depuis plusieurs années.
Le 15 juin 2018, il admet en réponse à une question orale d'une sénatrice que son gouvernement ne pourra pas réformer le système de financement des communautés autonomes d'ici la fin de la législature, une déclaration mal accueillie par plusieurs chefs d'exécutif territorial, aussi bien socialistes que conservateurs. En compensation, il obtient de la Commission européenne l'autorisation de dépasser la limite de déficit public, 40 % de cette augmentation étant attribuée aux communautés autonomes.

#### Débuts sur la scène internationale

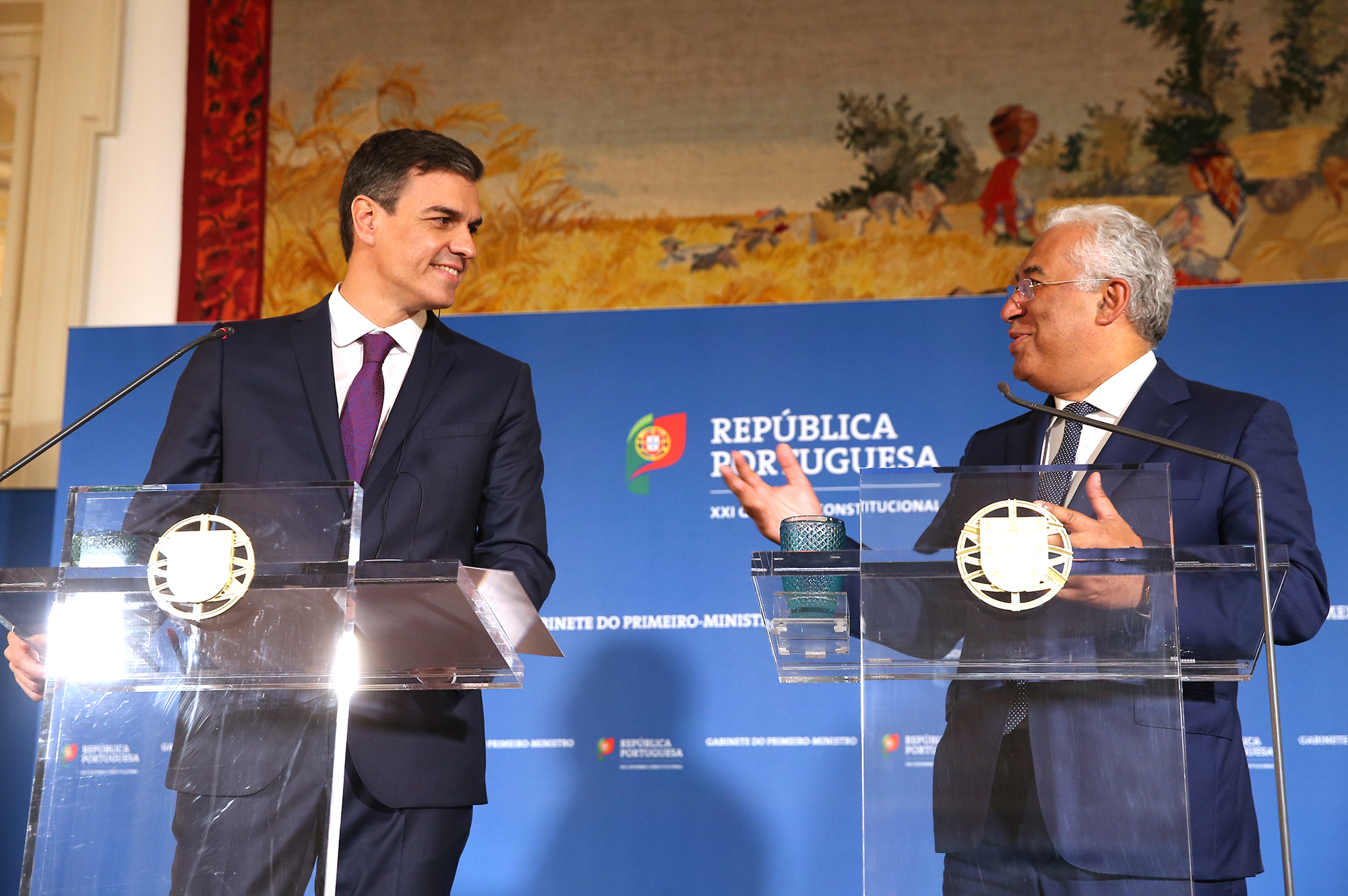
Sánchez et António Costa à Lisbonne le 2 juillet 2018.

Le 13 juin 2018, Pedro Sánchez annonce que le navire Aquarius — affrété par l'ONG SOS Méditerranée pour recueillir des migrants et en attente d'un port de débarquement avec 629 personnes à bord — sera accueilli dans le port de Valence, après le refus exprimé par les autorités italiennes de le laisser accoster. Le bateau accoste le 17 juin. Il défend six jours plus tard, après sa première rencontre avec Emmanuel Macron, l'idée d'une politique migratoire commune au niveau européen. La décision prise d'accueillir l'Aquarius permet ainsi à Sánchez de rencontrer — moins de trois semaines après son arrivée à la Moncloa — le chef de l'État français puis la chancelière allemande Angela Merkel. Il achève son premier tour d'Europe à Lisbonne, où il s'entretient avec le Premier ministre socialiste António Costa, dont il dit s'inspirer politiquement.
Souhaitant transmettre une image résolument favorable à l'intégration européenne, il fixe comme priorité de renforcer le lien entre Madrid, Paris et Berlin. Conformément à la tradition espagnole depuis 40 ans, ses premières prises de contact internationales ont été avec le Chef du gouvernement du Maroc, Saâdeddine El Othmani. Toutefois, du fait de l'absence du roi Mohammed VI et de la proximité du Conseil européen, la visite de Sánchez dans le royaume est reportée à la fin de l'été, ce qui rompt avec l'habitude de réaliser le premier déplacement à l'étranger sur l'autre rive de la Méditerranée.

#### Politique économique et sociale
Le Conseil des ministres du 27 juillet 2018 adopte un décret-loi qui rétablit l'accès universel au système national de santé, rouvrant le droit à l'assistance sanitaire pour les étrangers, les retraités expatriés et les travailleurs transfrontaliers. Six semaines plus tard, le texte est ratifié par le Congrès des députés avec l'opposition du Parti populaire et l'abstention de Ciudadanos.
Le 5 octobre suivant, est approuvé par le Conseil des ministres un décret-loi visant à faire baisser le coût de la facture d'électricité. Deux taxes sont suspendues, plusieurs chèques sociaux sont instaurés ou élargis, les coupures pour factures impayées sont davantage encadrées,. Ces annonces ont un effet quasi immédiat sur le marché à terme puisque le prix du mégawatt chute de près de 10 % par rapport au début du mois de septembre.
Le Congrès rejette le 27 juillet 2018 la proposition de trajectoire triennale de déficit public jusqu'en 2021, en raison du refus exprimé principalement par Unidos Podemos et les indépendantistes catalans. Pedro Sánchez subit ainsi son premier revers parlementaire depuis son accession au pouvoir. Il conclut le 11 octobre suivant un accord avec Unidos Podemos sur le contenu du projet de loi de finances pour 2019, qui prévoit d'importantes mesures sociales comme la hausse du salaire minimum, des pensions de retraite, des alloications familiales, l'encadrement des loyers et une augmentation des chapitres budgétaires du logement, de la recherche et de l'innovation, et de la petite enfance, et une hausse des tranches supérieures de l'impôt sur le revenu et de l'impôt sur le patrimoine,,.

#### Politique de mémoire historique

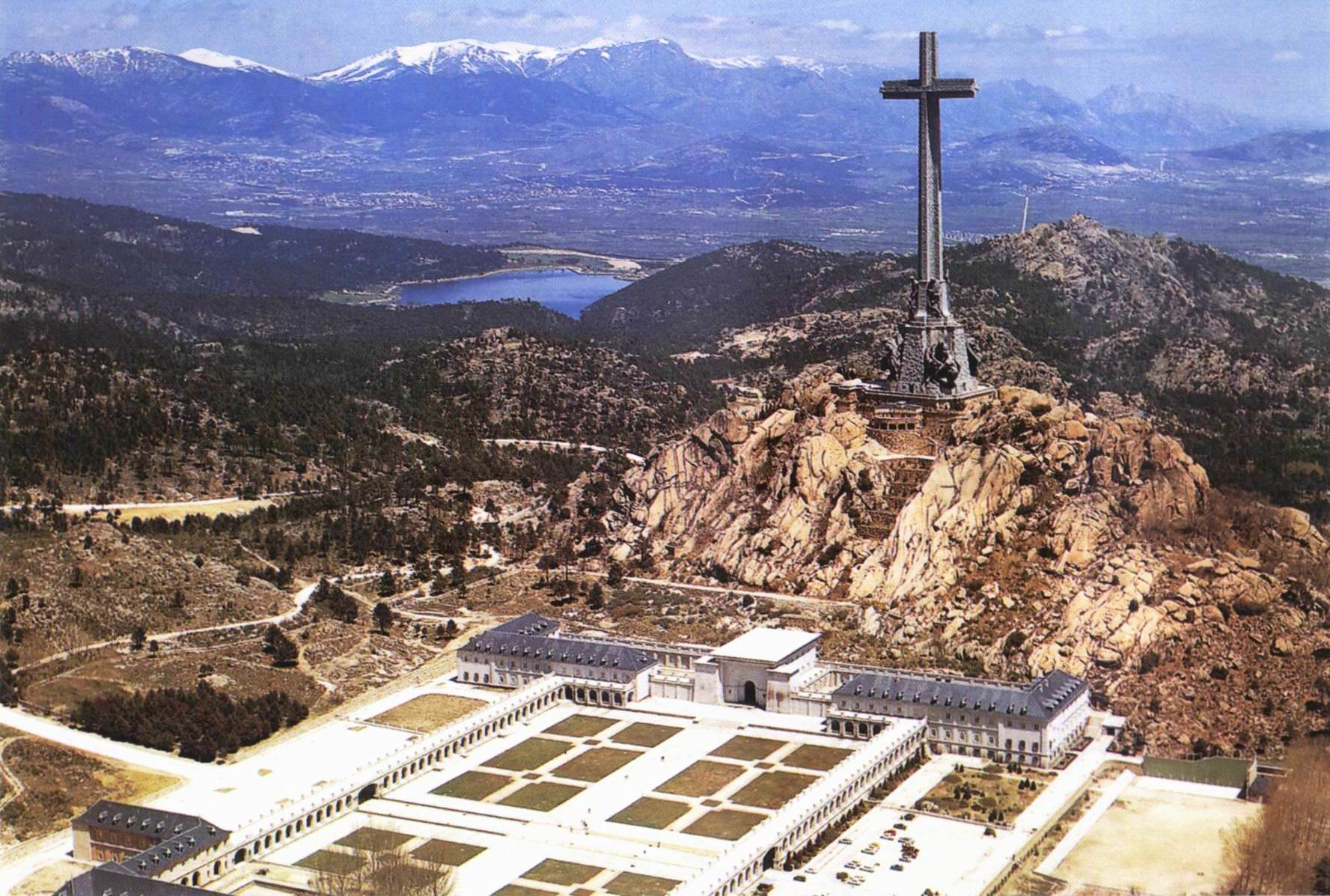
Francisco Franco repose dans la basilique du Valle de los Caídos.

Pedro Sánchez affirme en juin 2018 que son gouvernement a l'intention d'exhumer la dépouille de Francisco Franco du Valle de los Caídos et de la transférer ailleurs, conformément à un vote du Congrès l'année précédente, et ce dès le mois suivant. Le décret-loi permettant l'exhumation est adopté en Conseil des ministres le 24 août et ratifié le 13 septembre suivant, par 176 voix pour et 165 abstentions, aucun parti n'ayant voté contre.
Après le rejet par la justice des recours de la famille du défunt dictateur, le gouvernement indique le 21 octobre 2019 que les restes mortels du Caudillo seront transférés au cimetière du Pardo trois jours plus tard. L'enlèvement du corps puis le nouvel enterrement se produisent comme prévu, le président du gouvernement déclarant à cette occasion que « L’hommage public au dictateur était plus qu’un anachronisme ou une anomalie, c’était un affront à la démocratie espagnole. Y mettre fin était un devoir pour les générations qui n’ont pas grandi sous le traumatisme de la guerre civile et du franquisme ».
Le 24 février 2019 Pedro Sánchez se rend dans le sud de la France, et devient le premier président du gouvernement à se recueillir sur les tombes du dernier président de la République espagnole, Manuel Azaña, à Montauban, du poète Antonio Machado, à Collioure, et au cimetière espagnol d'Argelès-sur-Mer, où reposent des exilés de La Retirada. À son propos, il évoque « l’un des épisodes les plus tragiques et les plus injustes de l’histoire de l’Espagne » et juge que « l’Espagne s’est amputée d’une partie d’elle même ». Au sujet des descendants des 475 000 exilés « qui durent abandonner leur patrie simplement pour leurs idées politiques », il présente les excuses de l'État « parce que cet hommage a beaucoup tardé, arrive trop tard »,.

### Élections anticipées d'avril 2019

#### Dissolution

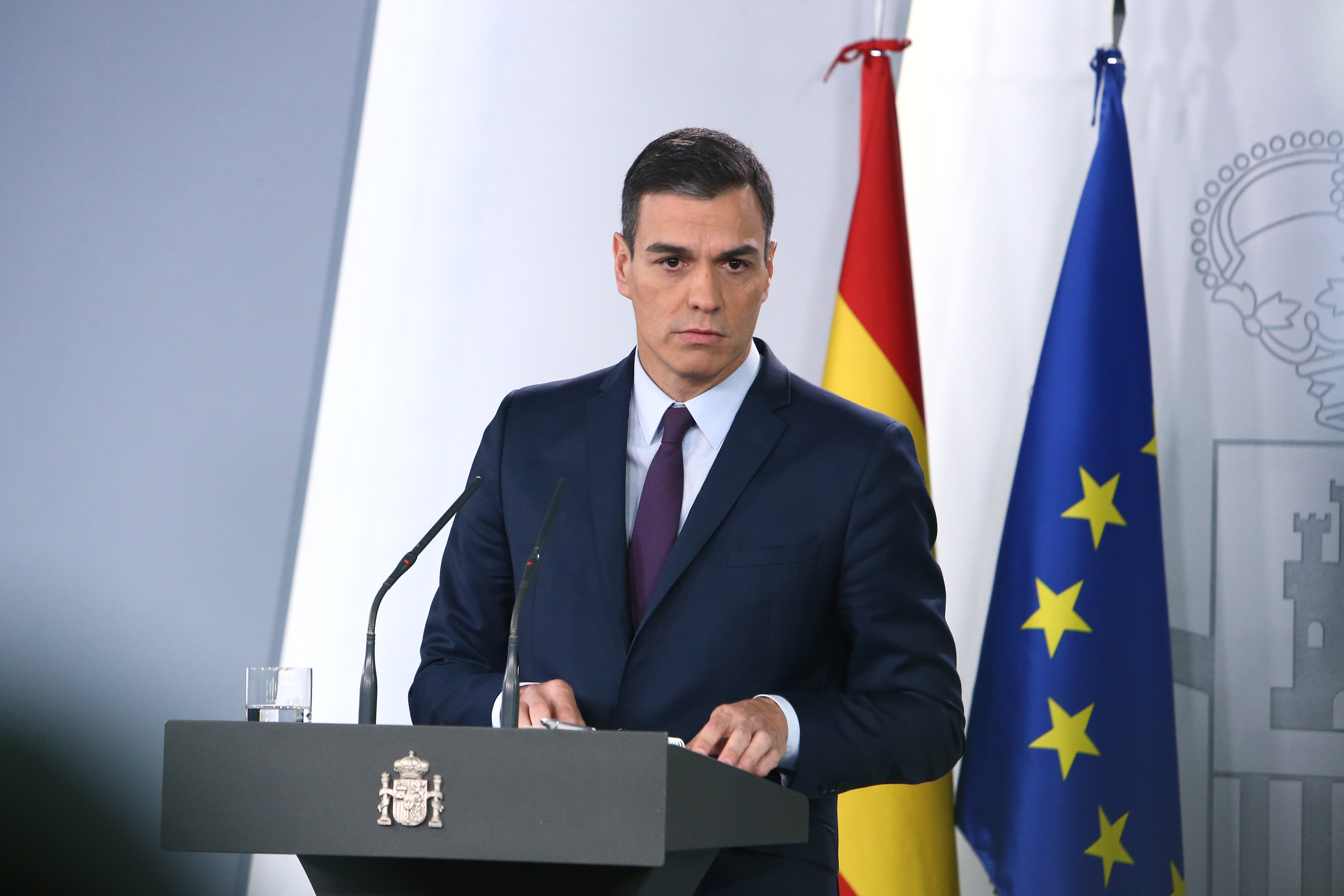
Le 15 février 2019, Pedro Sánchez annonce la dissolution des Cortes Generales et des élections anticipées en avril.

Le 15 février 2019, cinq jours après une manifestation convoquée par le Parti populaire, Ciudadanos et Vox contre ses accords avec les indépendantistes catalans et deux jours après que le Congrès a rejeté sans l'examiner le projet de loi de finances pour 2019, Pedro Sánchez réunit le Conseil des ministres en séance extraordinaire et prononce la dissolution des Cortes Generales. Il indique que les élections générales seront convoquées le 28 avril de manière anticipée
Le processus d'élaboration des listes de candidats du Parti socialiste est marqué par une importante rénovation, puisque 44 députés sur les 84 sortants ne sont pas reconduits. Certains poids lourds de son premier mandat à la tête du PSOE, comme l'ancien secrétaire à l'Organisation César Luena, l'ex-porte-parole parlementaire Antonio Hernando, ainsi que la députée de Murcie María González Veracruz, se trouvent exclus des listes. Il en va de même pour des figures du groupe parlementaire, comme l'ancien numéro deux du parti et élu sous huit législatures Ciprià Císcar ou l'ancien directeur de cabinet de José Luis Rodríguez Zapatero José Enrique Serrano. Au total, 80 % des candidats à un siège de député et 86 % de ceux cherchant à conquérir un mandat de sénateur sont présentés pour la première fois, un chiffre qui tombe à 57 % pour les têtes de liste au Congrès et 80 % pour celles du Sénat.
La formation des candidatures dans les huit circonscriptions andalouses occasionne un affrontement avec Susana Díaz : Pedro Sánchez exclut Antonio Pradas, Micaela Navarro ou Miguel Ángel Heredia des listes du Congrès, envoyant les deux derniers au Sénat, et impose ses proches comme Alfonso Rodríguez Gómez de Celis et Francisco Salazar, et ses ministres tels que Fernando Grande-Marlaska,,

#### Nette victoire

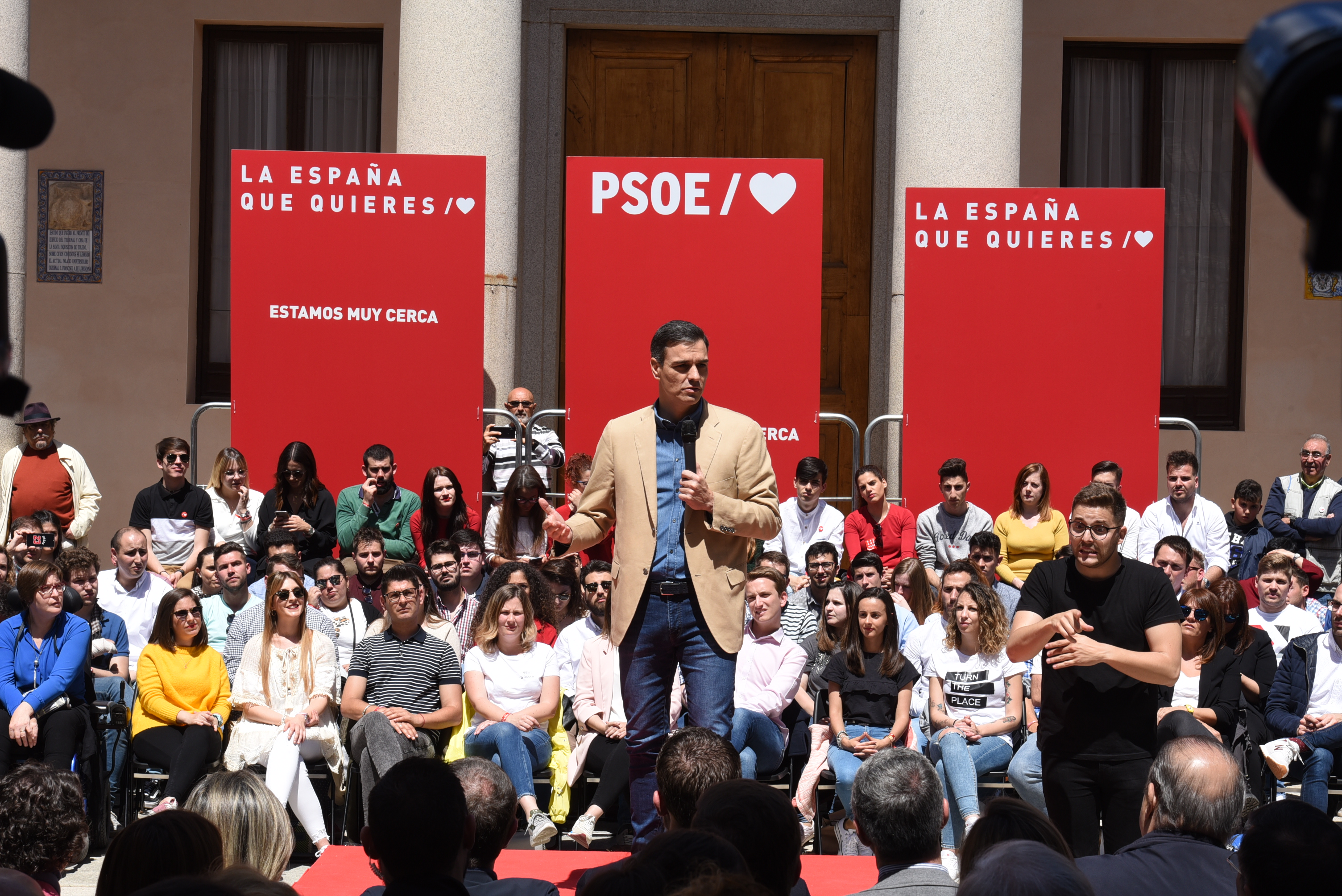
Le PSOE remporte les élections générales une première depuis 2008.

Au soir du scrutin, le PSOE arrive en tête, une première depuis les élections de 2008. Avec 28,7 % des suffrages exprimés, il fait élire 123 députés, devançant de plus de douze points de pourcentage le Parti populaire, alors en pleine déroute. Pedro Sánchez est alors le seul en mesure de constituer une majorité parlementaire. Au Sénat, les socialistes remportent la majorité absolue, brisant l'hégémonie établie en 1993 par le Parti populaire. Rassemblés devant le siège du parti rue Ferraz pour célébrer la victoire, les militants et sympathisants socialistes scandent à leur secrétaire général de ne pas chercher d'alliance avec Ciudadanos et Albert Rivera,.
Les élections européennes, régionales et municipales du 26 mai suivant confirment la bonne santé électorale du PSOE, bien qu'il échoue à reconquérir la communauté de Madrid et la mairie de la capitale,.

#### Candidat du roi et blocage avec Podemos
Le 6 juin 2019, après deux jours de consultation des différents partis politiques représentés au Congrès, le roi Felipe VI propose Pedro Sánchez comme candidat à la présidence du gouvernement. S'il dit vouloir former un nouveau gouvernement sans délai, il n'explique pas comment il entend remporter l'investiture. La présidente du Congrès Meritxell Batet indique le 2 juillet que la session d'investiture commencera le 22 juillet suivant, avec un premier vote de confiance le lendemain, et une éventuelle répétition le 25 juillet.
Il s'accorde le 11 juin avec le chef de file d'Unidas Podemos Pablo Iglesias sur le principe de former un « gouvernement de coopération », sans définir précisément ce que cette expression recouvre. Pedro Sánchez propose, une semaine plus tard, de mettre en place un gouvernement minoritaire. Unidas Podemos serait le partenaire prioritaire et pourrait désigner de hauts responsables, mais pas de ministres, une proposition rejetée aussitôt par la gauche radicale. Le désaccord est confirmé au cours d'une troisième réunion, le 25 juin suivant.
Unanimement soutenu par la direction du PSOE, Pedro Sánchez renouvelle sans succès son offre à Pablo Iglesias, qui insiste sur un gouvernement de coalition, le 9 juillet suivant. Le 11 juillet, le président du gouvernement en affaires courantes suggère une autre formule, à savoir l'intégration d'indépendants et de technocrates de Podemos au sein du Conseil des ministres, mais le secrétaire général de Podemos s'y oppose, refusant toute forme de droit de veto sur des nominations ministérielles issues de son camp. Pedro Sánchez annonce, quatre jours plus tard, la rupture des négociations.

#### Échec aux votes d'investiture

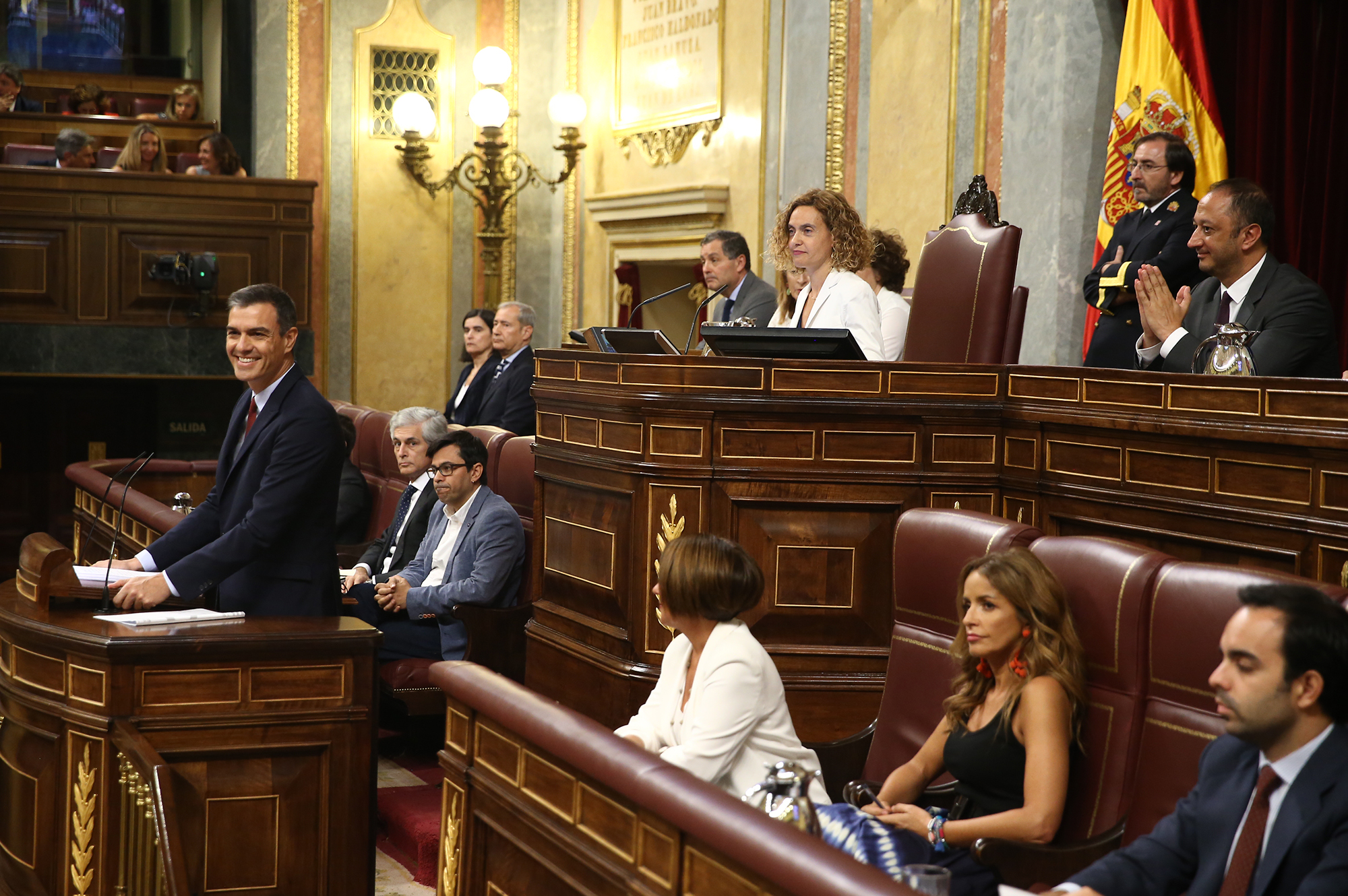
Pedro Sánchez échoue à obtenir l'investiture du Congrès en juillet 2019.

Le 22 juillet 2019, Pedro Sánchez présente son programme devant le Congrès. S'il multiplie les engagements destinés à s'attirer le vote favorable des députés d'Unidas Podemos, il reçoit une fin de non-recevoir de Pablo Iglesias tant qu'il ne lui proposera pas une coalition digne de ce nom. Le porte-parole de la Gauche républicaine de Catalogne Gabriel Rufián fait savoir le lendemain que si le PSOE et Unidas Podemos ne s'entendent pas sous 48 h, son groupe parlementaire ne s'abstiendra pas, ce qui constitue un prérequis indispensable pour le succès de l'investiture de Sánchez. Ce dernier échoue lors du vote du 23 juillet par 124 voix pour, 170 voix contre et 52 abstentions, seuls le Parti socialiste et le Parti régionaliste de Cantabrie (PRC) lui accordant leur confiance, tandis qu'Unidas Podemos s'abstient afin de démontrer sa bonne volonté dans la poursuite des négociations.
Les négociateurs du PSOE et d'Unidas Podemos se rencontrent dès le lendemain, sans succès. Dans la même journée du 24 juillet, les socialistes diffusent un document révélant leur dernière proposition, puis le gouvernement annonce la rupture des négociations. Au matin du 25 juillet, Podemos fait une ultime offre que rejette le Parti socialiste.
Le second vote d'investiture conduit à un nouvel échec, le Congrès repoussant la candidature de Pedro Sánchez par 124 voix pour, 155 voix contre et 67 abstentions. L'absence d'investiture ouvre, conformément à l'article 99 de la Constitution, un délai de deux mois — à compter du vote du 23 juillet — au-delà duquel de nouvelles élections devront être convoquées si le Congrès ne parvient pas à élire un nouveau chef de l'exécutif.

#### Ultimes tentatives et dissolution
Podemos tente une relance des discussions le 27 août, mais le Parti socialiste refuse sa nouvelle proposition, pourtant bien moins ambitieuse que précédemment. Le 5 septembre, Pedro Sánchez propose un programme commun pour un gouvernement en solitaire et en minorité du PSOE à forte tonalité sociale, qui est perçu comme un potentiel programme électoral. Pablo Iglesias admet des affinités avec ces propositions, mais continue de réclamer la constitution d'un exécutif conjoint,. Le 12 septembre, une nouvelle tentative de Podemos, qui propose de siéger au gouvernement un an puis de le quitter en cas de désaccord sans faire chuter l'exécutif, est repoussée par les socialistes.
Le roi Felipe VI consulte à nouveau les forces politiques les 16 et 17 septembre. Le 17 septembre, Pedro Sánchez rejette la proposition de Ciudadanos d'une abstention de ses députés et ceux du Parti populaire en échange d'un engagement à ne pas gracier d'éventuels dirigeants indépendantistes catalans condamnés et à rompre sa coopération avec EH Bildu en Navarre. Prenant acte de la situation de blocage entre les partis, le souverain ne propose aucun candidat à la présidence du gouvernement, ouvrant la voie à la convocation de nouvelles élections le 10 novembre suivant,.
La dissolution est officiellement prononcée le 23 septembre et prend effet le lendemain.

### Élections anticipées de novembre 2019
Au soir du scrutin, les résultats confirment et aggravent les conditions de formation du nouveau gouvernement. Si le PSOE est de nouveau en tête, il perd trois députés, tandis qu'Unidas Podemos en abandonne sept. Aucune majorité de droite, à l'image de celle gouvernant l'Andalousie ou la communauté de Madrid ne se dégage, mais le Parti populaire passe de 66 à 88 sièges, tandis que Vox fait plus que doubler sa représentation, avec 52 élus contre 24 dans la législature sortante. À l'inverse, Ciudadanos s'effondre en ne conservant que 10 de ses 57 parlementaires. Dans son ensemble, la gauche totalise 160 députés contre 150 à la droite, soit un avantage réduit de sept sièges par rapport aux résultats d'avril.

#### Coalition avec Unidas Podemos

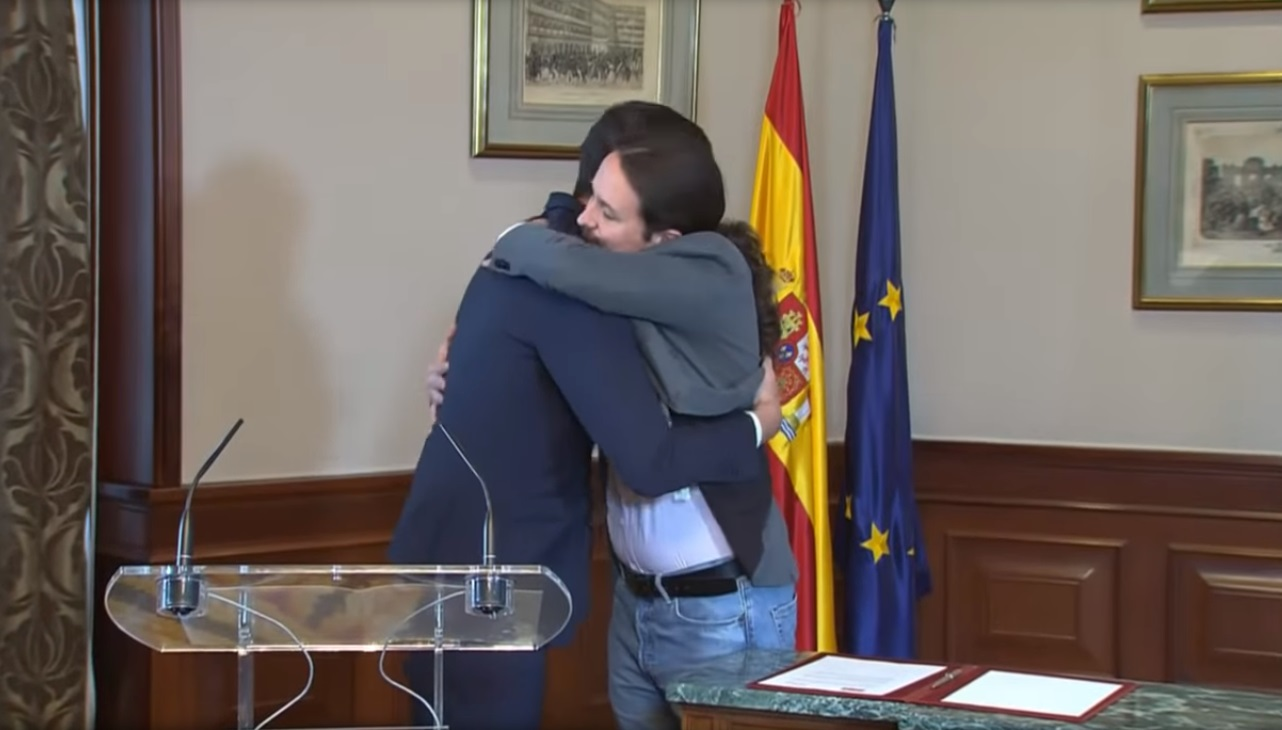
Étreinte de Pedro Sánchez et Pablo Iglesias après la signature de leur accord de coalition.

À peine deux jours après les élections, le 12 novembre, le Parti socialiste et Unidas Podemos concluent un accord de principe en dix points pour former un gouvernement de coalition sous la présidence de Pedro Sánchez et comptant Pablo Iglesias comme vice-président.
Le 23 novembre, le pacte est ratifié lors d'un référendum par les militants du Parti socialiste ouvrier espagnol à 92 % avec une participation de 63 % et du Parti des socialistes de Catalogne à 93,6 % avec une participation de 44,9 %. L'objectif de la direction d'obtenir un appui plus important que lors de la validation de l'accord de 2016 avec Ciudadanos est donc atteint, mais à cette époque, celui-ci était critiqué par plusieurs dirigeants régionaux, là où l'entente avec Podemos est dénoncée par la vieille garde.
Le contrat de coalition est signé le 30 décembre par les secrétaires généraux du Parti socialiste et de Podemos. Ce texte de 50 pages comprend d'importantes mesures sociales, fiscales, sociétales et relatives aux libertés,.

#### Troisième candidature à la présidence
Le 11 décembre 2019, après deux jours de consultation des différents partis politiques représentés au Congrès, le roi Felipe VI propose Pedro Sánchez comme candidat à la présidence du gouvernement. Le président du gouvernement en affaires courantes indique alors que la vice-secrétaire du PSOE Adriana Lastra rencontrera toutes les formations parlementaires, tout en continuant de privilégier la formation d'une coalition avec Unidas Podemos, le soutien du Parti nationaliste basque (EAJ-PNV) et des petits partis, et l'abstention de la Gauche républicaine de Catalogne (ERC).
Entre la fin du mois de décembre 2019 et le début du mois de janvier 2020, il engrange les soutiens du Parti nationaliste basque, de Más País-Equo, Compromís, Nueva Canarias (NC), Teruel Existe (TE) et du Bloc nationaliste galicien (BNG).
ERC décide de s'abstenir à la suite de la conclusion d'un accord prévoyant principalement une commission de dialogue entre l'État et la Généralité. Bildu adopte la même position. En conséquence de l'accord entre le PSOE et ERC, le Parti régionaliste de Cantabrie renonce à soutenir l'investiture.

#### Débat d'investiture
Le débat d'investiture s'ouvre devant le Congrès des députés le 4 janvier 2020. En ouverture de son propos, Sánchez indique à l'attention des partis de droite que « L'Espagne ne va pas se briser, ni la Constitution ; ce qui va se briser, c'est le blocage [politique] », avant de défendre son programme politique qui prévoit la hausse du salaire minimum, de la fiscalité pour les hauts revenus et les entreprises, et une remise en cause de la réforme du marché du travail mise en œuvre en 2012. S'agissant de la crise en Catalogne, il affirme : « Nous n’allons pas résoudre du jour au lendemain un problème vieux de dix ans, mais nous pouvons y arriver [avec] générosité et empathie » et propose « de reprendre le dialogue politique en abandonnant la judiciarisation du conflit ». En réaction, le président du Parti populaire Pablo Casado le qualifie de « président fake » dirigeant une coalition de « communistes et séparatistes » tandis que le président de Vox Santiago Abascal le désigne comme « menteur, […], traître [et] escroc ». Le porte-parole d'ERC Gabriel Rufián rappelle pour sa part que « si l'accord n'est pas respecté, il n'y aura pas de législature »,.
À l'issue de ce débat très virulent, le président du gouvernement sortant reçoit la confiance de 166 députés, l'opposition de 165 d'entre eux et 18 s'abstiennent, un résultat insuffisant pour être investi immédiatement puisque la majorité absolue des 350 parlementaires est requise, mais qui permettra de l'emporter au second tour le 7 janvier, où la majorité simple suffit.

### Deuxième mandat

#### Courte investiture et assermentation
Le 7 janvier 2020, Pedro Sánchez est investi pour un nouveau mandat de président du gouvernement par le Congrès des députés, après presque neuf mois de gestion des affaires courantes. Il l'emporte par 167 voix pour, 165 voix contre et 18 abstentions, soit le résultat le plus serré depuis 1979. Il s'agit de sa première victoire lors d'un tel scrutin, en raison de ses échecs de 2016 et de juillet 2019, et de son accession au pouvoir via une motion de censure.
Il prête serment au palais de la Zarzuela dès le lendemain, devant le roi, la présidente du Congrès Meritxell Batet, la présidente du Sénat Pilar Llop, le président du Tribunal suprême Carlos Lesmes, le président du Tribunal constitutionnel Juan José González Rivas, et la ministre de la Justice Dolores Delgado en sa qualité de grande notaire du Royaume. À la suite de son assermentation, il plaisante avec Felipe VI sur la brièveté de la cérémonie comparée à la durée de la crise politique, ce à quoi le monarque lui rétorque que « cela a été simple, rapide et sans douleur. La douleur, c'est pour après ».

#### Deuxième gouvernement

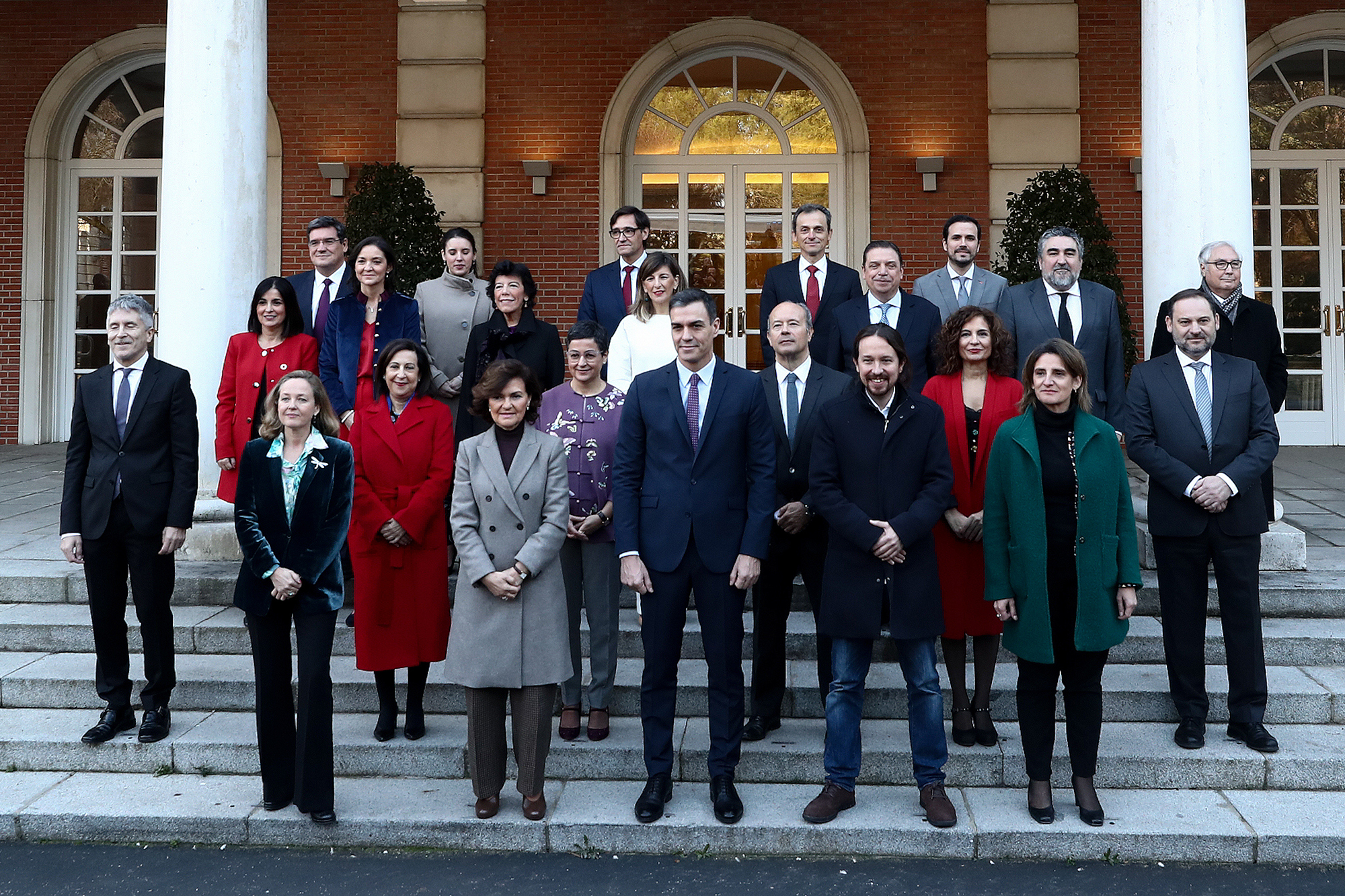
Pedro Sánchez forme en janvier 2020 le premier gouvernement de coalition depuis la Seconde République.

La composition du nouvel exécutif commence à être dévoilée à partir du 9 janvier 2020 : le secrétaire général de Podemos est nommé vice-président du gouvernement et ministre des Droits sociaux, la députée Yolanda Díaz ministre du Travail, la porte-parole parlementaire d'Unidas Podemos Irene Montero ministre de l'Égalité, le coordonnateur général d'Izquierda Unida Alberto Garzón ministre de la Consommation, l'universitaire Manuel Castells, ministre de l'Enseignement supérieur,le président de l'Autorité indépendante de responsabilité fiscale (AIREF) José Luis Escrivá comme ministre de la Sécurité sociale, la diplomate Arancha González comme ministre des Affaires étrangères, le secrétaire à l'Organisation du PSC Salvador Illa comme ministre de la Santé, la conseillère à l'Économie des Canaries Carolina Darias comme ministre de la Politique territoriale, le porte-parole adjoint du groupe socialiste à l'Assemblée de Madrid José Manuel Rodríguez Uribes comme ministre de la Culture, et le député et juge Juan Carlos Campo comme ministre de la Justice.
Sont notamment reconduits la ministre de la Présidence Carmen Calvo, la ministre de l'Économie Nadia Calviño, la ministre de la Transition écologique Teresa Ribera, la ministre des Finances María Jesús Montero, le ministre de l'Équipement José Luis Ábalos et le ministre de l'Intérieur Fernando Grande-Marlaska. En sus de Calvo et Iglesias, Calviño et Ribera sont promues vice-présidentes, ce qui porte le total des vice-présidences à quatre, un nombre inédit depuis 1977 et qui dilue de facto l'importance de la place accordée à Pablo Iglesias. María Jesús Montero prend également les fonctions de porte-parole du gouvernement,. Plusieurs portefeuilles sont créés ou modifiés afin de tenir compte de l'intégration d'Unidas Podemos. De même, le choix des technocrates libéraux José Luis Escrivá et Arancha González vise à donner des gages aux autorités européennes et aux marchés du fait de l'entrée de Podemos, perçu comme un parti aux idées radicales, au sein du gouvernement. Sánchez cherche ainsi à équilibrer son équipe entre des ministres à l'idéologique communiste revendiquée et des techniciens représentant d'une ligne plus orthodoxe économiquement.
C'est la première fois depuis la fin de la Seconde République que l'Espagne est dirigée par un gouvernement de coalition. Avec 22 ministres, il est le deuxième plus important depuis la Transition démocratique, après le troisième gouvernement d'Adolfo Suárez. L'équipe gouvernementale prête serment devant le roi au palais de la Zarzuela le 13 janvier.
Le 30 décembre 2020, Salvador Illa est désigné chef de file du Parti des socialistes de Catalogne aux élections parlementaires du 14 février 2021. Pedro Sánchez, après en avoir informé le roi, indique le 26 janvier 2021 qu'il nomme Carolina Darias ministre de la Santé et Miquel Iceta ministre de la Politique territoriale. Les deux prêtent serment dès le lendemain.
Pablo Iglesias révèle le 15 mars 2021 son intention d'être chef de file d'Unidas Podemos aux élections régionales anticipées du 4 mai dans la communauté de Madrid. Conformément à ses prétentions, Pedro Sánchez procède le 30 mars à la désignation de Yolanda Díaz comme troisième vice-présidente et de la secrétaire d'État Ione Belarra en qualité de ministre des Droits sociaux. À cette occasion Nadia Calviño devient deuxième vice-présidente, afin de rester protocolairement devant Yolanda Díaz comme le souhaitait le président du gouvernement. Ainsi, l'ensemble des postes d'adjoint au chef de l'exécutif sont occupées par des femmes, une situation unique au monde. Les nouvelles ministres prêtent serment le 31 mars.

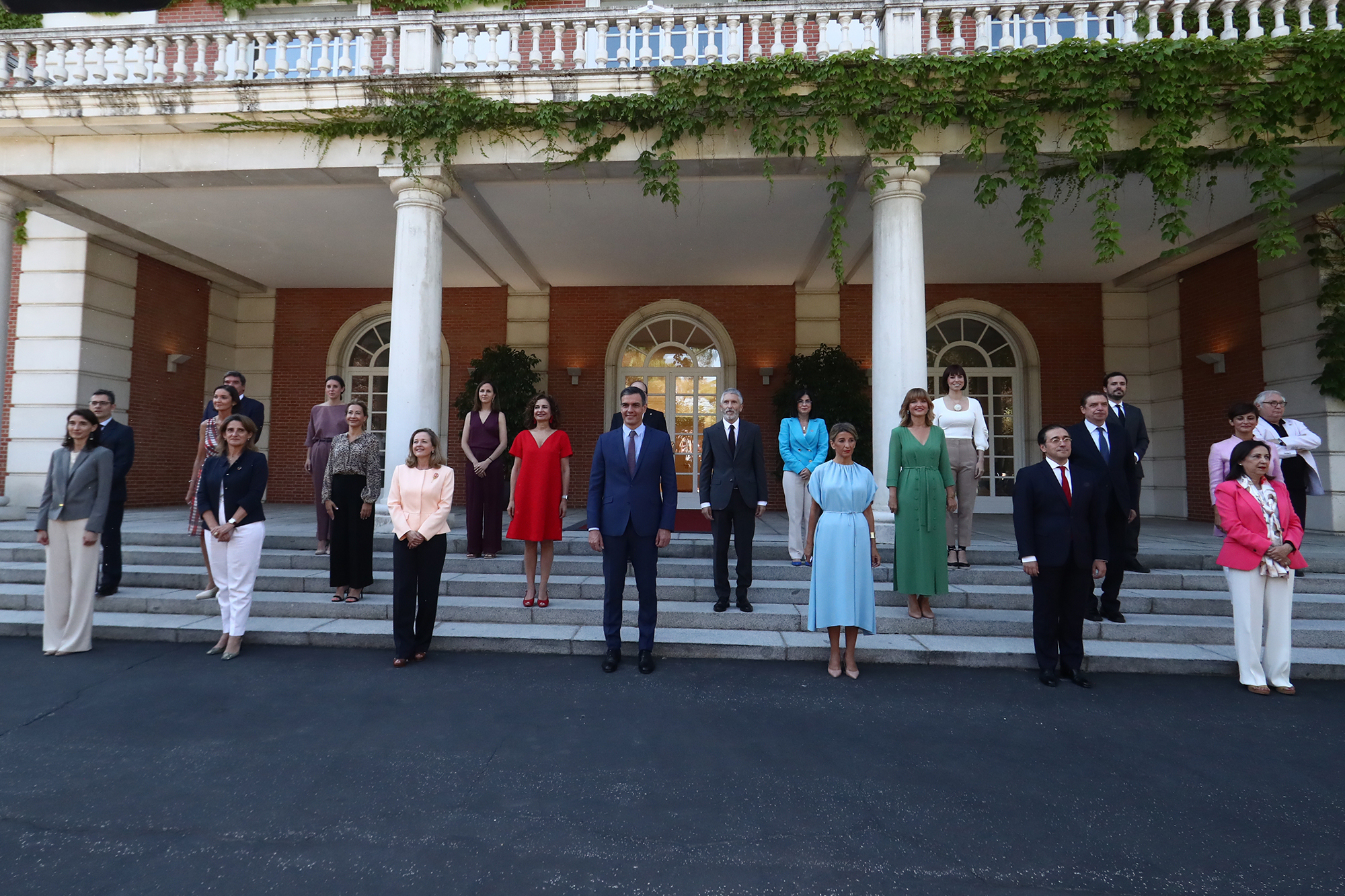
Pedro Sánchez organise un important remaniement ministériel le 10 juillet 2021.

Pedro Sánchez annonce le 10 juillet 2021 un profond remaniement ministériel qui affecte la partie socialiste de son équipe gouvernementale, : Nadia Calviño est promue première vice-présidente, Miquel Iceta devient ministre de la Culture, María Jesús Montero obtient les compétences relatives à la fonction publique. Le secrétaire général de la présidence du gouvernement Félix Bolaños est nommé ministre de la Présidence, l'ambassadeur d'Espagne en France José Manuel Albares ministre des Affaires étrangères, la présidente du Sénat Pilar Llop ministre de la Justice, la maire de Gavà Raquel Sánchez ministre des Transports, la déléguée du gouvernement en Aragon Pilar Alegría ministre de l'Éducation, la maire de Puertollano Isabel Rodríguez ministre de la Politique territoriale et porte-parole, et la maire de Gandia Diana Morant ministre de la Science. Les « poids lourds » Carmen Calvo et José Luis Ábalos ainsi qu'Arancha González, Juan Carlos Campo, Isabel Celaá et Pedro Duque sont donc débarqués. Avec ses sept nouveaux membres, le cabinet compte désormais quatorze femmes, soit 64 % de son effectif, et l'âge moyen diminue de 55 à 50 ans. Les nouveaux ministres prêtent serment le 12 juillet.
Manuel Castells, ministre de l'Enseignement supérieur, démissionne le 16 décembre 2021, au profit de l'ancien adjoint à la maire de Barcelone Joan Subirats. C'est alors le dixième ministre à quitter l'exécutif depuis janvier 2020. Le ministre entrant est assermenté quatre jours plus tard.
Reyes Maroto et Carolina Darias sont relevées de leurs fonctions le 27 mars 2023 afin de pouvoir être candidates aux élections municipales du 28 mai 2023 à Madrid et Las Palmas de Grande Canarie. Le président de la commission constitutionnelle du Congrès Héctor Gómez est nommé ministre de l'Industrie et le délégué du gouvernement en Galice José Manuel Miñones ministre de la Santé. Les deux nouveaux ministres sont assermentés le lendemain.

#### Mesures économiques et sociales
Le premier Conseil des ministres de la coalition le 14 janvier 2020 décide la revalorisation des pensions de retraite au niveau de l'inflation attendue à la fin de l'année, soit 0,9 %. Une semaine plus tard, le gouvernement décide d'augmenter le traitement des fonctionnaires de 2 %. À la suite d'un accord avec les organisations patronales et syndicales, une hausse du salaire minimum de 5,5 % est décidée le 22 janvier.
Le 18 février, un décret-loi est adopté en Conseil des ministres afin d'empêcher les licenciements pour « abstentéisme » des salariés en arrêt maladie, dans un objectif plus large de détricotage de la réforme du droit du travail adoptée en 2012 par le gouvernement de Mariano Rajoy. Les syndicats et le patronat s'entendent à la fin de l'année 2021 sur une révision du Code du travail qui doit réduire la proportion de contrats de travail à durée limitée, rééquilibrer les négociations collectives et améliorer la formation. Le texte de la réforme est approuvé le 3 février 2022 par le Congrès des députés avec une seule voix de majorité et à l'issue de plusieurs rebondissements : alors que les deux députés de l'Union du peuple navarrais (UPN) indispensables ont fait faux bond au gouvernement, la réforme passe grâce à l'erreur de vote d'un député du Parti populaire, qui se prononce pour alors que son parti s'y oppose.
Le Conseil des ministres approuve le 29 mai 2020 la création d'un revenu minimum, le « revenu minimum vital » (Ingreso Minimo Vital, IMV). Prévue par le pacte de coalition, la mise en place de l'IMV a été accélérée par la crise générée par la pandémie de Covid-19. Le décret-loi instituant l'IMV est ratifié par le Congrès des députés le 10 juin par 297 voix pour et 52 abstentions : si Vox fait le choix de la neutralité, le Parti populaire et Ciudadanos votent en faveur du texte.
Pour faire face à la hausse du coût de la vie induite par la guerre menée par la Russie en Ukraine, le Conseil des ministres adopte le 29 mars 2022 un plan de 16 milliards €, dont 6 milliards € en aides directes et baisses de la fiscalité. Le prix des carburants est diminué forfaitairement de 20 centimes, l'interdiction de licencier pour motif économique sur le fondement de la hausse de la facture énergétique des entreprises, la limitation à 2 % de la hausse des loyers, la hausse de 15 % du revenu minimum vital, l'extension à 600 000 foyers du « chèque énergie », et des aides directes aux secteurs de l'agriculture, de la pêche, de l'industrie, de la logistique. À la fin du mois de juin, il annonce une série de nouvelles mesures, notamment la diminution de 50 % du coût des abonnements dans les transports publics relevant de l'État, une aide de 200 € pour les foyers les plus modestes et la division par deux du taux réduit de TVA sur la facture d'énergie, alors que l'inflation a dépassé les 8 % sur un an le mois précédent. Lors du débat sur l'état de la Nation au Congrès le 12 juillet, après que l'inflation a atteint 10 % en juin, soit son plus haut niveau depuis 37 ans, Pedro Sánchez annonce la revalorisation de 100 € des bourses d'études et la gratuité totale des transports publics relevant de l'État.
Le 14 mai 2022, l'Espagne et le Portugal mettent en œuvre « l'exception ibérique » au marché européen de l'électricité. Du fait de la très faible interconnexion des réseaux de la péninsule ibérique avec le reste du continent européen, les deux États sont autorisés à fixer un prix plafond au gaz naturel qui entre dans la production d'électricité, moyennant une compensation pour les producteurs d'énergie. La mise en œuvre de ce dispositif est présentée comme une victoire de la ministre espagnole de la Transition écologique Teresa Ribera, qui le défendait auprès de l'Union européenne depuis près d'un an. À partir de février 2023, les prix de gaz retrouvent une certaine normalité, aussi le dispositif exceptionnel est désactivé à la fin de cette même année.

#### Politique fiscale
Lors de sa réunion du 18 février 2020, le Conseil des ministres adopte la « taxe GAFA », équivalente à 3 % du chiffre d'affaires des entreprises de service numérique. Le recouvrement de ce nouvel impôt est cependant reporté en fin d'année, officieusement pour attendre l'accord entre pays de l'OCDE et ainsi éviter des mesures de rétorsion de l'administration américaine. Le fruit de la taxe est cependant bien plus faible qu'attendu, représentant moins de 25 % des recettes espérées, et un accord conclu avec les États-Unis organise sa disparition au 1er janvier 2024.
À l'occasion de la tenue le 12 juillet 2022 du débat sur l'état de la Nation, Pedro Sánchez annonce devant le Congrès l'instauration pour deux d'une fiscalité exceptionnelle sur les surprofits du secteur des banques et de l'énergie. L'objectif du gouvernement est de récolter 7 milliards € en 2023 et 2024, afin d'aider au financement des aides et subventions décidées pour lutter contre l'inflation. La proposition de loi qui met en place ces nouvelles mesures fiscales est déposée par le PSOE et Unidas Podemos le 8 septembre. Elle est adoptée le 25 novembre par le Congrès des députés puis le 21 décembre par le Sénat.

#### Lois de finances
Le 11 février 2020, le gouvernement adopte en Conseil des ministres sa nouvelle trajectoire pluriannuelle des finances publiques, qui prévoit pour l'année en cours une hausse des dépenses publiques de 3,8 % du PIB, un déficit public de 1,8 % du PIB — soit 0,7 point de pourcentage de plus que dans la précédente trajectoire — et une croissance de 1,6 % du PIB. La trajectoire est ratifiée par le Congrès le 27 février puis par le Sénat le 4 mars, sans opposition de la Gauche républicaine de Catalogne.
Du fait de la pandémie de Covid-19, l'exécutif renonce en mars 2020 à présenter un projet de loi de finances pour l'année en cours.
L'élaboration du projet de budget pour 2021 cause des tensions au sein de la coalition à l'été 2020, puisque Podemos veut rallier la Gauche républicaine et souhaite donc attendre la tenue des élections régionales de 2021 en Catalogne, qui conditionnent la stratégie politique nationale des indépendantistes. Le 24 novembre, le gouvernement conclut un accord avec la Gauche républicaine, le Parti nationaliste basque et Euskal Herria Bildu pour l'adoption de la loi de finances 2021, s'assurant la majorité.
Le texte est adopté au Congrès le 3 décembre suivant par 187 ou 188 voix selon les votes, soit une majorité plus importante que lors de son investiture. Il est approuvé sans changement le 22 décembre suivant par le Sénat, par 145 voix pour. Premier budget adopté avant la fin de l'année civile depuis 2015, la loi de finances pour 2021 met un terme à la prorogation du dernier budget voté dans les formes, à savoir le dernier du deuxième gouvernement de Mariano Rajoy en 2018,.
Grâce à de nouveaux accords avec les partis nationalistes et indépendantistes, il parvient à s'assurer une majorité absolue de soutiens pour les budgets de l'État 2022 et 2023, faisant ainsi voter trois lois de finances avant la fin de l'année civile au cours de la XIVe législature. L'adoption du projet de loi de finances pour 2022 est marqué par une forte tension avec la Gauche républicaine, qui obtient l'obligation pour les plate-formes de vidéo à la demande de produire des contenus en langue co-officielle après avoir menacé de voter contre le budget, ce qui aurait conduit à son rejet par les Cortes Generales.

#### Pandémie de Covid-19

##### État d'alerte

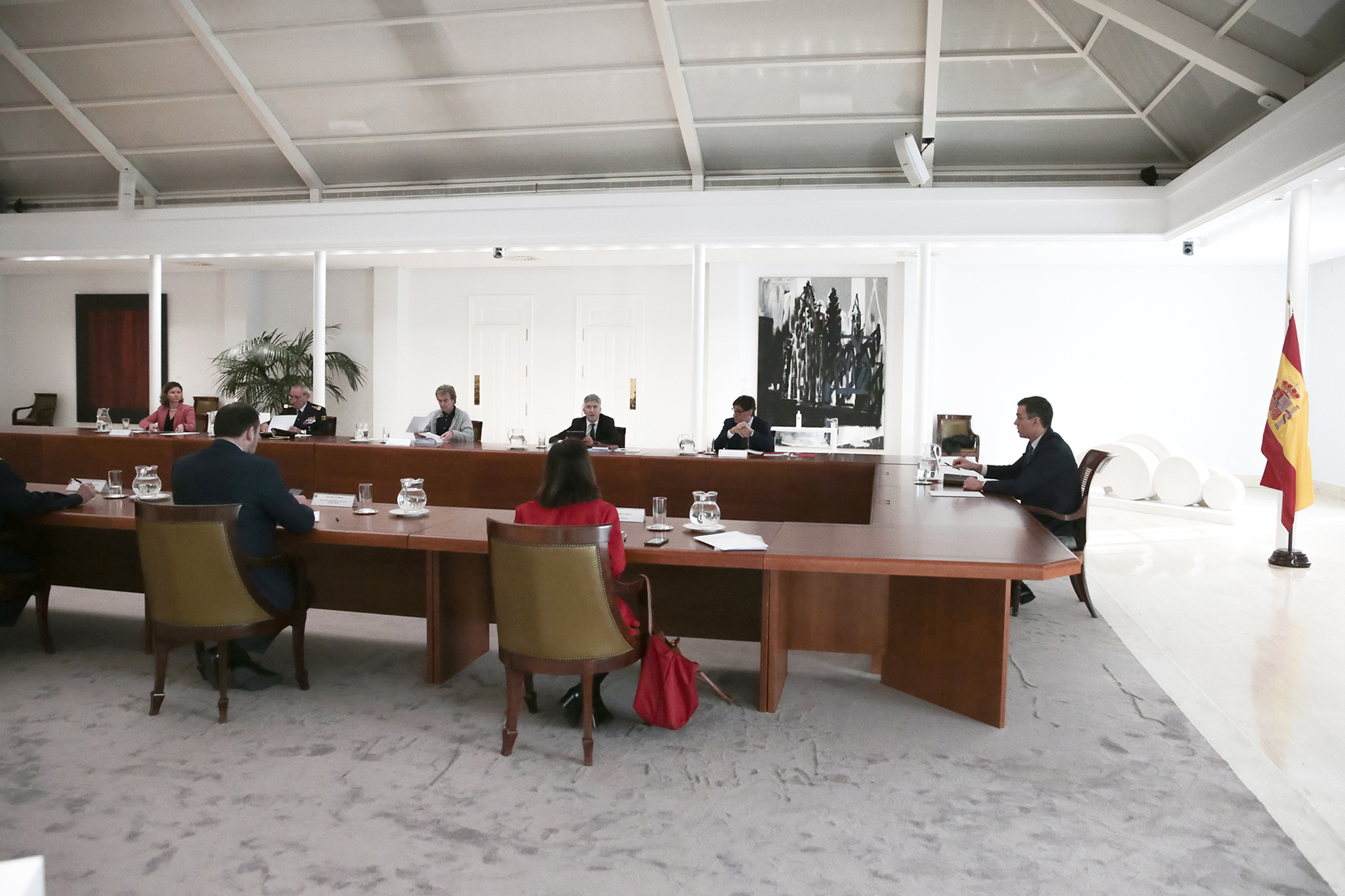
Pedro Sánchez préside le 16 mars 2020 le premier comité de suivi de l'application de l'état d'alerte.

Dès le 13 mars 2020, les autorités de Catalogne, du Pays basque, de la communauté de Madrid et de la Communauté valencienne annoncent différentes mesures de restriction en raison de l'avancée des contagions par la maladie à coronavirus 2019 (Covid-19).
Pedro Sánchez annonce alors le soir même son intention de réunir le lendemain un Conseil des ministres afin de décréter l'état d'alerte pour 15 jours, alors que 4 200 cas et 120 décès ont déjà été recensés. À l'issue de la réunion gouvernementale du 14 mars, qui a duré plus de sept heures du fait des désaccords entre Nadia Calviño et Pablo Iglesias sur les mesures socio-économiques à prendre, le président du gouvernement annonce la proclamation effective de l'état d'alerte, le confinement de la population, la centralisation de la sécurité publique au ministère de l'Intérieur et de la santé publique au ministère de la Santé. Il tient le lendemain une conférence des présidents par visioconférence, qui s'achève par un communiqué conjoint soutenant l'action de l'exécutif, après des critiques émises par Iñigo Urkullu, Quim Torra et Isabel Díaz Ayuso.
Conformément à la Constitution, il sollicite le 26 mars l'autorisation du Congrès des députés pour proroger l'état d'alerte jusqu'au 11 avril, qui l'accord par 321 voix pourt 28 abstentions, issues des indépendantistes basques et catalans. Le 9 avril, le Congrès proroge de nouveau l'état d'alerte par 270 voix pour, 54 voix contre et 25 abstentions, Vox et la CUP exprimant leur opposition. L'état d'alerte est prorogé le 22 avril jusqu'au 10 mai par 269 voix pour, 60 voix contre et 16 abstentions, JuntsXCat s'ajoutant à Vox et la CUP. Lors de la quatrième prorogation, le 6 mai, le Parti populaire décide de s'abstenir et la Gauche républicaine de Catalogne de s'y opposer, soit un résultat de 178 voix pour, 75 voix contre et 97 abstentions. Le PP bascule dans l'opposition lors de la cinquième prorogation du 20 mai, qui passe par 177 voix pour, 162 voix contre et 11 abstentions. L'état d'alerte est prorogé une dernière fois jusqu'au 21 juin, lors du vote du 3 juin avec un résultat de 177 pour, 155 contre et 18 abstentions.
Le 25 octobre, l'état d'alerte est de nouveau proclamé par le Conseil des ministres pour 15 jours. À l'inverse de celui déclaré au printemps, il ne prévoit pas de confinement général ni de centralisation des compétences en matière de sanré publique. Des « restrictions de la mobilité nocturne » sont prévues et les présidents des communautés autonomes peuvent limiter les déplacements sur leur territoire. L'objectif du gouvernement est d'obtenir une prorogation de six mois. Il l'obtient le 29 octobre par 194 voix pour, 53 voix contre et 103 abstentions, l'exécutif prenant l'engagement d'une comparution de Pedro Sánchez tous les deux mois pour évaluer la situation et l'efficacité des mesures adoptées.

##### Mesures et réactions économiques et sociales
Le Conseil des ministres du 12 mars 2020 décide de l'adoption d'un « plan de choc » de 18 milliards € destiné à soutenir l'économie espagnole face à la pandémie de Covid-19.
Le 17 mars 2020, une nouvelle batterie de mesures économiques et sociale est adoptée par le Conseil des ministres pour un montant total de 200 milliards €, soit 20 % du PIB. Marqué par les conséquences sociales de la crise de 2008, Pedro Sánchez souhaite ainsi protéger les personnes en difficulté, les aidants et les familles avec enfants. De nouvelles mesures protégeant et soutenant les salariés précaires, les indépendants et les locataires sont adoptés le 31 mars. En raison d'une forte hausse des décès, les restrictions de déplacement des salariés sont fortement accrues entre le 18 mars et le 11 avril.
Il signe le 25 mars avec huit autres dirigeants d'États de l'Union européenne une lettre soutenant l'idée d'« instruments de dette communs », surnommés les « coronabond ». Lors du Conseil européen du lendemain, il force le président Charles Michel à retravailler le projet de communiqué commun, et obtient qu'il donne un mandat de quinze jours à l'Eurogroupe pour réaliser une proposition de réponse économique et budgétaire. Aux côtés de Conte, Sánchez plaide alors pour une réponse européenne coordonnées sous la forme d'un « plan Marshall », là où les gouvernements allemand et néerlandais préfèrent une réponse nationale en suspendant les règles du Pacte de stabilité et de croissance. Le 5 avril, Pedro Sánchez signe une tribune dans plusieurs journaux européens dans laquelle il appelle à une réponse forte et coordonnée au niveau européen, avec notamment un mécanisme de mutualisation de la dette, assurant que « l'avenir de l'Europe est en jeu ». Le 21 juillet, le Conseil européen adopte un plan de relance de 750 milliards €, que Pedro Sánchez qualifie de « grand accord pour l'Europe et pour l'Espagne », bien qu'il regrette la diminution du montant des aides directes au profit des prêts.
Le 4 avril, il promeut un nouveau « pacte de la Moncloa », une idée qu'il défend cinq jours plus tard à la tribune du Congrès. L'idée est favorablement accueillie, avec réserves, par la présidente de Ciudadanos Inés Arrimadas et vertement repoussée par le président du Parti populaire Pablo Casado. Finalement, Pedro Sánchez et Pablo Casado s'entendent le 20 avril sur la constitution d'une commission parlementaire destinée à proposer des mesures économiques, sociales et sanitaires, idée émise par le chef de l'opposition. Les rapports sur le modèle de santé publique et l'engagement européen sont adoptés en séance plénière le 22 juillet, tandis que celui sur les politiques sociales est rejeté et celui sur les politiques économiques est abandonné en raison d'une erreur lors du vote.

##### Critiques
Le 14 mars 2020, Pablo Casado dénonce la gestion de la pandémie par le gouvernement, accusant Pedro Sánchez d'avoir tardé à confiner la population, ce qui a eu un impact sur la circulation du virus. Il reprend, six jours plus tard, la théorie de sa porte-parole parlementaire Cayetana Álvarez de Toledo selon laquelle l'autorisation des manifestations de la Journée internationale des droits des femmes du 8 mars a favorisé la progression de l'épidémie. Il réclame le 18 mars des mesures économiques encore plus fortes que celles adoptées par l'exécutif.
À la suite de la proclamation de l'état d'alerte, le président de la généralité de Catalogne Quim Torra dénonce la recentralisation des compétences en matière de santé publique, de sécurité publique et de déplacements. Le lehendakari Iñigo Urkullu appelle lui à tenir compte de la forme décentralisée de l'État dans la prise de décision.
Les deux proclamations de l'état d'alerte sont finalement annulées, avec une caractère rétroactif, par le Tribunal constitutionnel les 14 juillet et 27 octobre 2021. La juridiction considère que les décisions adoptées étaient justifiées au regard de la situation sanitaire, mais que le gouvernement aurait dû recourir à l'instrument juridique de l'état d'urgence pour les mettre en place,.

#### Grâce des dirigeants indépendantistes catalans
Contrairement à ce qu'il avait affirmé le 14 octobre 2019 à la suite de la condamnation de plusieurs dirigeants indépendantistes catalans des chefs de « sédition » et « détournement de fonds publics » pour avoir organisé le référendum de 2017 sur l'indépendance de la Catalogne, Pedro Sánchez annonce le 21 juin 2021 son intention d'exercer à leur profit le droit de grâce. Il justifie cette décision par la recherche de la « concorde » et admet une semaine plus tard avoir « changé d'opinion ».
Le 22 juin, il prononce effectivement la grâce en Conseil des ministres. Cette mesure est dénoncée aussi bien par les partis de l'opposition de droite et d'extrême droite, qui y voient une trahison, que par les indépendantistes, qui évoquent un acte de propagande et appellent à l'amnistie et à la reconnaissance du droit à l'autodétermination. Le Tribunal suprême émet un avis particulièrement défavorable, tandis qu'un sondage Ipsos constate que 53 % des Espagnols sont opposés à cette mesure de pardon. Le président du gouvernement insiste sur « le besoin de rétablir le vivre ensemble et la concorde » et rappelle que la grâce n'est que partielle puisque la peine d'inéligibilité des dirigeants n'est pas abrogée.

### Élections anticipées de 2023

#### Dissolution

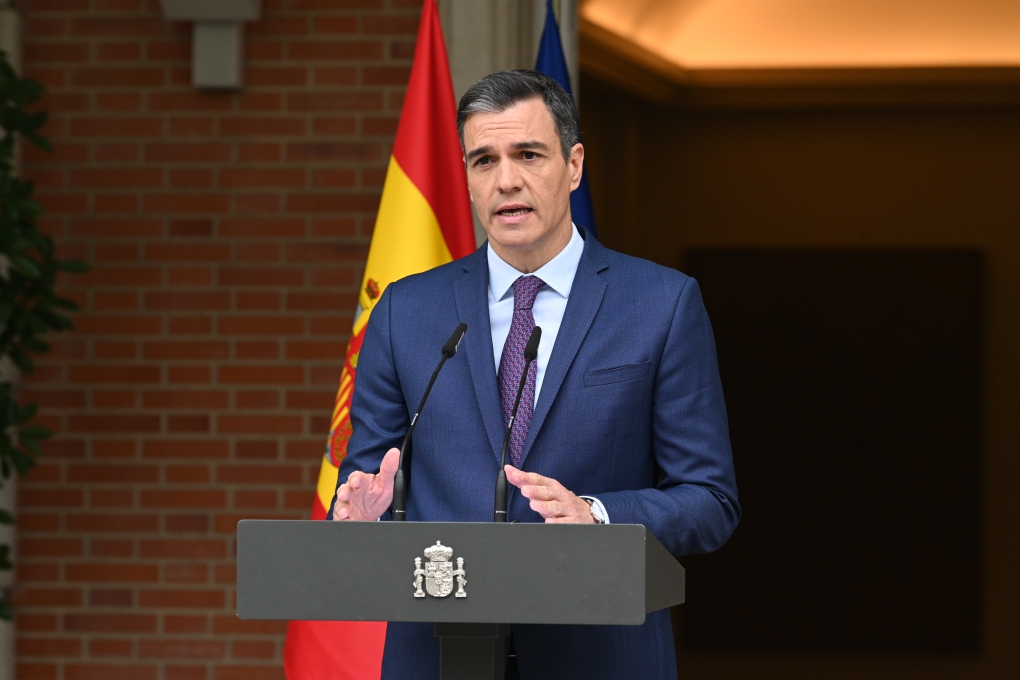
Le 29 mai 2023, Pedro Sánchez annonce la dissolution des Cortes Generales et des élections anticipées en juillet.

Le 29 mai 2023, au lendemain de la défaite du Parti socialiste ouvrier espagnol et d'Unidas Podemos aux élections municipales et régionales, Pedro Sánchez annonce qu'il réunira le jour même le Conseil des ministres pour prononcer la dissolution des Cortes Generales, et que les élections générales seront convoquées le 23 juillet de manière anticipée. Pour la chercheuse Maria Elisa Alonso, cette défaite du Parti socialiste ouvrier espagnol (PSOE) est vraiment « un vote à l'encontre du gouvernement, voire contre Pedro Sanchez lui-même ». Selon elle, le leadership de Pedro Sanchez est « particulièrement contesté », beaucoup d'électeurs déçus par la personnalisation du pouvoir qu'il a amenée, ayant voté contre lui.

#### Remontada
Lors des élections générales, le Parti populaire (PP) d'Alberto Núñez Feijóo arrive en tête avec 33 % des voix, devant le Parti socialiste, mais n'est pas en mesure de gouverner, même avec le soutien de Vox, faute de majorité. En dépit de sa défaite avec 31 % des suffrages, Pedro Sánchez réussit son pari d'une remontada qui empêche la droite d'accéder au pouvoir et lui permet d'espérer se maintenir au pouvoir, à condition d'obtenir le soutien des indépendantistes catalans, notamment du parti Junts de l'ex-président de Catalogne, Carles Puigdemont.

#### Quatrième candidature à la présidence
Après l'échec d'Alberto Núñez Feijóo à obtenir l'investiture du Congrès des députés, le roi Felipe VI charge, le 3 octobre, Pedro Sánchez de former le nouvel exécutif, les délais constitutionnels lui laissant jusqu'au 27 novembre pour réussir, faute de quoi l'Espagne retournera aux urnes.
Il conclut le 24 octobre un accord de coalition avec le mouvement de gauche radicale Sumar, de Yolanda Díaz, qui prévoit un exécutif conjoint et notamment la réduction du temps de travail hebdomadaire de 40 heures à 37 h 30. Lors d'un référendum interne, les militants du Parti socialiste ouvrier espagnol et du Parti des socialistes de Catalogne ratifient l'accord de coalition par plus de 85 % des suffrages exprimés.
Quelques jours plus tard, Pedro Sánchez se déclare favorable à l'amnistie des personnes mises en cause par la justice pour avoir organisé le référendum sur l'indépendance de la Catalogne en 2017, une condition centrale des partis indépendantistes pour lui apporter leur soutien lors du vote d'investiture. Il s'entend ainsi, le 1er novembre, avec le président de la généralité de Catalogne, Pere Aragonès, sur les contours de la loi d'amnistie. Le lendemain, le PSOE et ERC signent un accord comprenant effectivement l'approbation d'une loi d'amnistie ainsi que le transfert des Rodalies de Catalunya, une revendication historique des autorités de Catalogne, en échange du soutien des députés d'ERC à l'investiture de Pedro Sánchez. Le Parti socialiste et Ensemble pour la Catalogne (Junts) s'entendent à leur tour le 9 novembre, également sur une loi d'amnistie mais également sur un travail autour de la reconnaissance juridique de la Catalogne comme Nation.
Parallèlement aux négociations avec les indépendantistes, Pedro Sánchez s'adjuge le soutien d'Euskal Herria Bildu (Bildu), du Bloc nationaliste galicien (BNG), du Parti nationaliste basque (EAJ/PNV) et de la Coalition canarienne (CCa).

### Troisième mandat

#### Investiture et prise de fonction
Grâce à l'ensemble des accords conclus, le président du gouvernement sortant s'assure le vote favorable de 179 députés sur 350, soit trois voix de plus que la majorité absolue du Congrès des députés. Le 16 novembre, il obtient effectivement l'investiture du Congrès dès le premier vote, par 179 voix pour et 171 voix contre, seuls le Parti populaire, Vox et l'Union du peuple navarrais s'opposant à sa candidature. Le lendemain, alors que le décret de sa nomination est publié au Bulletin officiel de l'État (BOE), il prête serment au palais de la Zarzuela devant Felipe VI et en présence des présidents du Congrès des députés, du Sénat, du Tribunal constitutionnel et du Conseil général du pouvoir judiciaire (CGPJ), ainsi que de la ministre de la Justice, en sa qualité de grande notaire du Royaume.

#### Troisième gouvernement

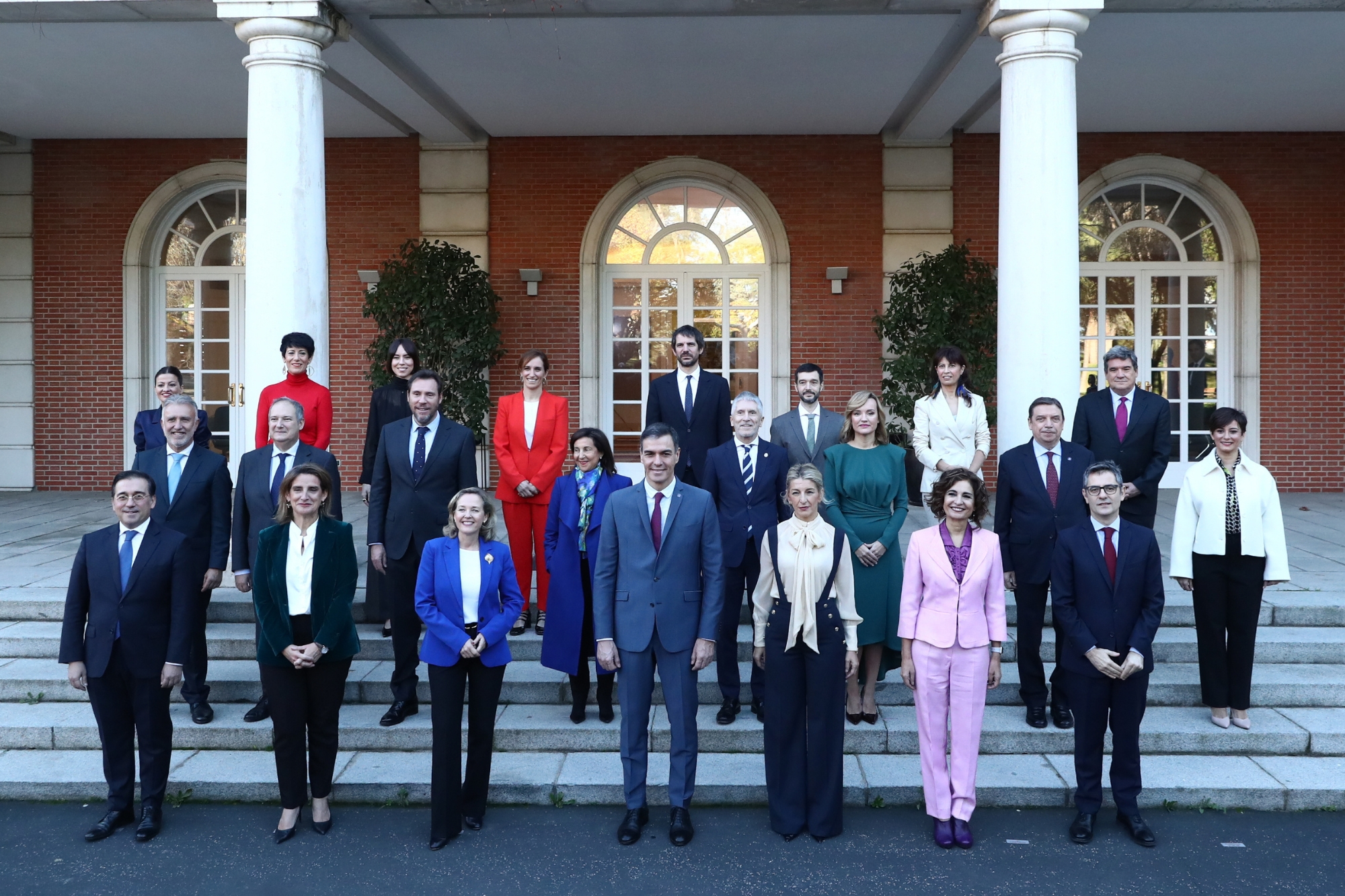
Pedro Sánchez forme son troisième gouvernement en novembre 2023.

La composition de l'exécutif est dévoilée dans la matinée du 20 novembre 2023 : le député européen Ernest Urtasun devient ministre de la Culture, la porte-parole de Más Madrid à l'Assemblée de Madrid Mónica García ministre de la Santé, l'ancien responsable de Podemos Pablo Bustinduy ministre des Droits sociaux, la députée européenne Sira Rego ministre de la Jeunesse, l'ancien président des Canaries Ángel Víctor Torres ministre de la Politique territoriale, l'ex-maire de Barcelone Jordi Hereu ministre de l'Industrie et l'ancienne adjointe au maire de Valladolid Ana Redondo ministre de l'Égalité,.
Sont notamment reconduits la ministre de l'Économie Nadia Calviño, la ministre des Finances María Jesús Montero, le ministre de la Présidence Félix Bolaños, dont les compétences sont élargies à la Justice, et la ministre de l'Éducation Pilar Alegría, qui voit ses responsabilités élargies aux Sports dans la perspective du Mondial 2030 de football. Montero est en outre promue vice-présidente et Pilar Alegría porte-parole du gouvernement. Formant un gouvernement de 22 ministres, soit autant que l'équipe précédente, Pedro Sánchez fait à la fois le choix de la continuité et du renforcement du poids politique de son équipe dans la perspective d'une législature complexe,.
Après que Calviño a été élue présidente de la Banque européenne d'investissement le 8 décembre suivant, le président du gouvernement procède le 29 décembre à un ajustement de la composition de son gouvernement : María Jesús Montero est promue première vice-présidente, Carlos Cuerpo est nommé ministre de l'Économie et le ministre de la Transformation numérique José Luis Escrivá reçoit les compétences relatives à la fonction publique. Pedro Sánchez ayant choisi de nommer Escrivá gouverneur de la Banque d'Espagne, il annonce le 4 septembre 2024 qu'il sera remplacé comme ministre de la Transformation numérique et de la Fonction publique par le directeur de cabinet de la Moncloa, Óscar López, qui prête serment deux jours plus tard. Le 25 novembre, il nomme la secrétaire d'État à l'Énergie Sara Aagesen comme troisième vice-présidente et ministre de la Transition écologique et du Défi démographique en remplacement de Teresa Ribera, confirmée cinq jours plus tôt première vice-présidente exécutive de la nouvelle Commission européenne par le Parlement européen.

#### Réflexion sur sa démission
Pedro Sánchez publie dans la soirée du 24 avril 2024 une lettre ouverte dans laquelle il annonce cesser toute activité publique jusqu'au 29 avril suivant, quand il annoncera s'il reste ou non au pouvoir. Cette décision, prise en solitaire, intervient quelques heures après que le journal en ligne El Confidencial a publié un article expliquant qu'un juge d'instruction a ouvert le 16 avril une information judiciaire, à la suite d'une plainte du collectif d'extrême droite Manos Limpias, à l'encontre de l'épouse du président, Begoña Gómez, au chef de « trafic d'influence » en raison de ses liens professionnels avec des entreprises privées ayant bénéficié d'aides publiques de l'État lorsque Pedro Sánchez était à la Moncloa,.
Dans sa lettre ouverte, le président du gouvernement dénonce « une opération de harcèlement et de destruction » de son épouse menée depuis des mois, dont il estime que le président du Parti populaire Alberto Núñez Feijóo et le président de Vox Santiago Abascal sont les « collaborateurs nécessaires » aux côtés « d'une galaxie numérique d'ultradroite » et de Manos Limpias. Néanmoins, Le Figaro précise que les révélations concernant les activités de Begoña Gómez sont le fruit du média en ligne El Confidencial, dont « la réputation en matière d'investigation cadre mal avec les qualificatifs » de « constellation de titres ultraconservateurs » et de « médias à l'orientation très marquée à droite et à l'extrême droite » comme affirmé par Sánchez au sujet des médias qui l'accusent. Manos Limpias est en revanche, selon le quotidien français, « coutumière de dossiers mal ficelés et a été accusée d'extorsion par des banques et des grandes entreprises ».
Le 25 avril, le ministre public indique avoir demandé « l'annulation » de l'ouverture de l'information judiciaire et « le classement sans suite de l’affaire ». La requête du parquet n'est pas formulée auprès du juge d'instruction, mais directement devant l'audience provinciale.
À l'occasion de la réunion du comité fédéral du PSOE à Madrid le 27 avril, plus de 12 000 militants et sympathisants se rassemblent devant le siège national du parti et scandent des slogans incitant Pedro Sánchez à ne pas renoncer. À la tribune, la vice-secrétaire générale et vice-présidente du gouvernement María Jesús Montero appelle Pedro Sánchez à « rester », l'assurant du soutien de l'ensemble du parti.
Le 29 avril, il annonce qu'il ne démissionne pas et se maintient à la présidence du gouvernement.
Le juge d'instruction chargé de l'information judiciaire concernant son épouse annonce le 22 juillet suivant son intention de le faire comparaître en qualité de témoin, et indique qu'il se rendra en personne au palais de la Moncloa, comme le prévoit le Code de procédure pénale pour les plus hautes personnalités de l'État. Lors de son interrogatoire, le président du gouvernement invoque son droit au silence, ce qui met un terme à l'audition après quelques minutes. À la suite de sa comparution, Pedro Sánchez dépose plainte contre le magistrat instructeur pour « prévarication » devant le tribunal supérieur de justice de Madrid pour lui avoir refusé de témoigner par écrit, comme peuvent le faire les plus hauts personnages de l'État espagnol. Sa plainte est rejetée le 18 octobre, le tribunal supérieur de justice considérant qu'elle ne contient que des « préjugés » et « spéculations ».

#### Réélection à la direction du PSOE
Le 30 août 2024, le journal El País révèle que Pedro Sánchez a l'intention de convoquer le 41e congrès du PSOE en novembre 2024, bien qu'il puisse attendre encore un an pour ce faire. Si la direction a pour objectif d'engager le renouvellement des secrétaires généraux territoriaux avant l'organisation des élections régionales de 2026 en Andalousie, les dirigeants critiques du secrétaire général considèrent que l'anticipation du conclave permettra à Pedro Sánchez d'atténuer le malaise généré par l'accord conclu entre le Parti des socialistes de Catalogne et la Gauche républicaine de Catalogne concernant la souveraineté fiscale de la Catalogne. Le congrès est effectivement convoqué trois jours plus tard par la direction du parti. Seul candidat et ayant recueilli suffisamment de parrainages, il est proclamé réélu le 30 septembre suivant. La direction qu'il propose est approuvée le 1er décembre à 90 % des suffrages exprimés par les délégués réunis à Séville, dans un contexte d'affaiblissement du PSOE et de Pedro Sánchez en raison de nombreuses affaires politico-financières mettant en cause ses proches ou son ancien bras droit José Luis Ábalos.

#### Enquêtes judiciaires visant des proches
En juin 2025, l'opposition appelle à sa démission, alors que des enquêtes judiciaires visant des proches du président du gouvernement se multiplient depuis des mois et « que la liste des dossiers qui l'éclaboussent ne cessent de s'allonger. » Outre l'affaire concernant son ex-bras droit et ex-ministre des Transport José Luis Ábalos et son épouse Begoña Gómez, son frère David Sanchez, ex-responsable du spectacle vivant à Badajoz, est accusé de trafic d'influence. Des dizaines de milliers de personnes se rassemblent à Madrid le 8 juin, lors d'une manifestation organisée par le Parti populaire, principal parti d'opposition conservateur, accusant le Parti socialiste de corruption. 
Le 12 du même mois, le numéro 3 du Parti socialiste et député Santos Cerdán, mis en cause dans une affaire de corruption, présente sa démission de toutes ses responsabilités.  Fragilisé par cette mise en cause, Pedro Sánchez présente des excuses mais exclut des élections anticipées.

## Controverses

### Thèse de doctorat
Le 13 septembre 2018, le journal ABC et le journal en ligne Okdiario accusent Pedro Sánchez d'avoir plagié sa thèse de doctorat en sciences économiques. La directrice de cette thèse Isabel Cepeda ainsi que l'économiste Carlos Ocaña réfutent cette accusation. L'université communique pour sa part n'avoir détecté aucune irrégularité dans les processus d'évaluation du travail réalisé par Pedro Sánchez.
La présidence du gouvernement ainsi que plusieurs médias soumettent le texte de la thèse à l'analyse de deux logiciels anti-plagiat, trouvant 13 % de similitudes avec Turnitin et 0,96 % avec PlagScan,,,. Si la Moncloa affirme que ce sont « des taux normaux », le directeur de Turnitin pour l'Espagne explique que le pourcentage en lui-même n'a pas de réelle signification et que le contenu des textes repris doit être examiné précisément.

### Alliance avec les héritiers d'ETA
L'Association des victimes du terrorisme (AVT) boycotte depuis 2019 l'hommage annuel aux victimes des attentats d'ETA. Elle accuse en effet Pedro Sánchez de « gouverner avec ceux qui sont les représentants d'ETA dans les institutions », en référence au fait que la formation politique Euskal Herria Bildu est un des soutiens les plus fréquents du gouvernement au Parlement espagnol. De même, le Collectif des victimes du terrorisme (COVITE) qu'il est « cynique » de saluer la mémoire des victimes au Congrès, « une institution où siègent des partis politiques qui justifient l'existence d'ETA et ne condamnent pas la violence terroriste ». Pendant la campagne des élections de 2023, Pedro Sánchez se défend d'avoir conclu « un accord de gouvernement ou d'investiture avec Bildu », évoquant « une dynamique parlementaire pour appuyer des avancées dans le domaine social ».

### Usage excessif de l'avion
À l'image de ses prédécesseurs José Luis Rodríguez Zapatero et Mariano Rajoy, Pedro Sánchez est critiqué pour son usage excessif des moyens aériens mis à disposition du gouvernement pour ses déplacements, notamment le Falcon 900 de la flotte gouvernementale.

## Vie privée

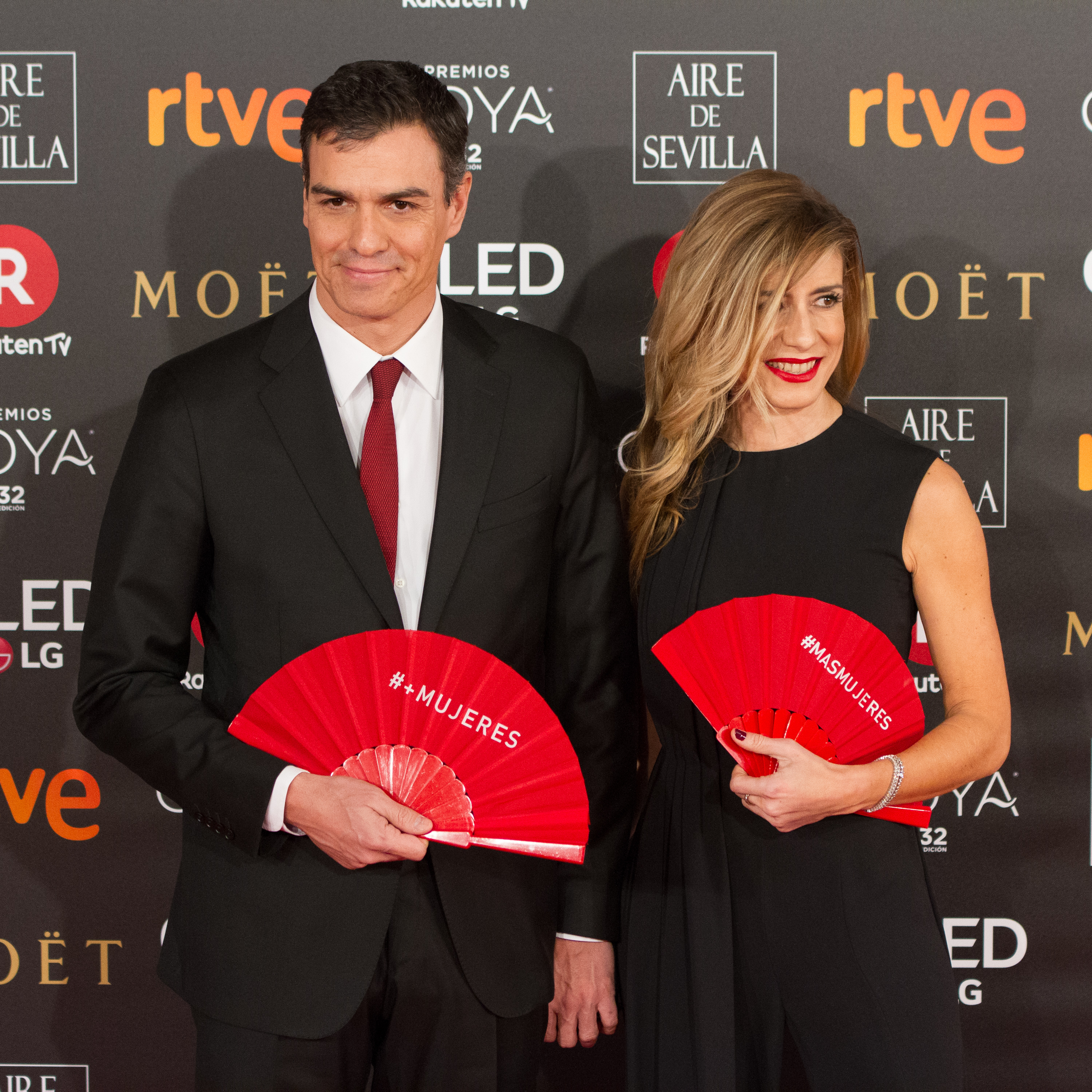
Pedro Sánchez épouse Begoña Gómez en 2018.

Son père, Pedro Sánchez Fernández, est administrateur civil de l'État au ministère de la Culture, ayant notamment été directeur de l'Institut national des arts de la scène et de la musique, et propriétaire d'une entreprise d'emballage industriel. Sa mère, Magdalena Pérez-Castejón, est fonctionnaire au sein du système de Sécurité sociale espagnole et avocate de formation.
Il a un frère aîné, David Sánchez, plus connu sous son nom d'artiste, David Azagra.
Il est marié depuis 2006 avec Begoña Gómez. Ils ont deux filles, nées en 2005 et 2007.
Il déclare en 2014, à l'occasion d'une interview, être « athée, tout court ».

## Décorations
- Médaille de Salvador Allende (28 août 2018)[378].
- Grand collier de l'ordre du Condor des Andes (Bolivie, 29 août 2018)[379]
- Grand-croix de l'ordre du Soleil (Pérou, 27 février 2019)
- Chevalier grand-croix de l'ordre du Mérite de la République italienne‎ (16 novembre 2021)[380]
- Grand-croix de l'ordre de Boyaca (Colombie, 3 mai 2023)[381]